# 2001 na música

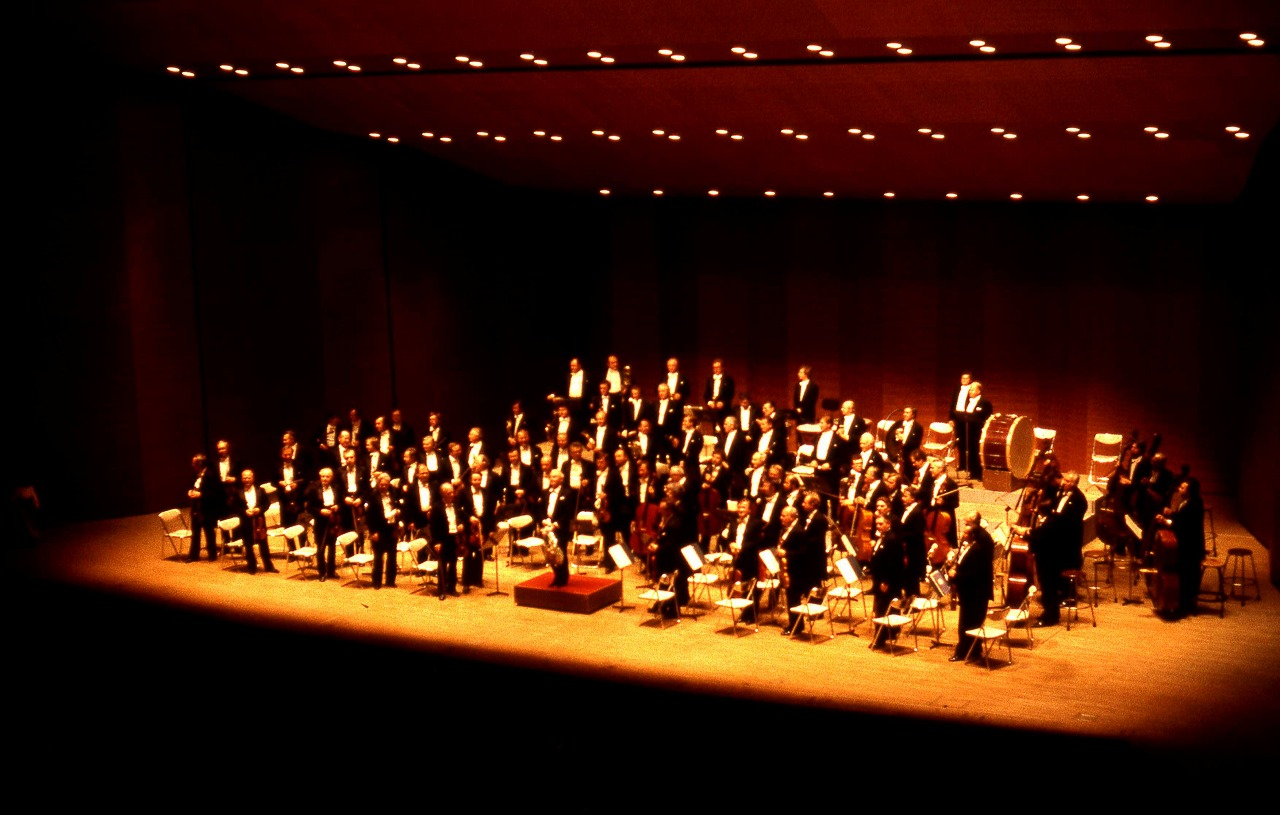
Orchestra (Raipuchihi Gebantohausu)

## Eventos
| Data            | Evento |
| --------------- | --- |
| 9 de janeiro    | Apple Inc. apresenta o reprodutor de mídias iTunes. |
| 12 de janeiro   | Inicia o Rock in Rio III, no Rio de Janeiro, Brasil. |
| 17 de janeiro   | O baixista Jason Newsted deixa o Metallica após 14 anos na banda. |
| 19 de janeiro   | Inicia o festival Big Day Out, na Austrália e Nova Zelândia. |
| 21 de janeiro   | Termina o Rock in Rio III, no Rio de Janeiro, Brasil. |
| 26 de janeiro   | Uma multidão é esmagada durante show do Limp Bizkit no festival Big Day Out. Jessica Michalik morre, e a banda deixa o país após ameaças à sua segurança. |
| 1 de fevereiro  | Jennifer Lopez se torna a primeira mulher a ter um álbum número um (J.Lo) e um filme número um (The Wedding Planner) na mesma semana. |
| 4 de fevereiro  | Termina o festival Big Day Out, na Austrália e Nova Zelândia. |
| 6 de fevereiro  | Don Felder é demitido do Eagles, processa a banda por rescisão injusta, e é contra processado por Don Henley e Glenn Frey por quebra de contrato. Os processos são resolvidos fora do tribunal. |
| 17 de fevereiro | Manic Street Preachers se torna primeira banda ocidental de rock a tocar em Cuba. Mas não fazem turnê, então a britânica de rock Sandstone Veterans é a única banda do mundo ocidental a fazer turnê em Cuba. |
| 18 de fevereiro | James Taylor se casa pela terceira vez, com Caroline "Kim" Smedvig, diretora de relações públicas e marketing da Orquestra Sinfônica de Boston. |
| 21 de fevereiro | Ocorre o Grammy Awards, em Los Angeles, Califórnia, Estados Unidos. |
| 28 de fevereiro | Courtney Love entra com uma ação para rescindir seu contrato com a Vivendi Universal, alegando que os contratos da indústria da música são injustamente longos em comparação com os de outras indústrias. |
| 8 de março      | Melanie C anuncia que não pretende mais trabalhar com as Spice Girls. |
| 9 de março      | "All for You" de Janet Jackson torna-se a primeira canção a ser adicionada a todas as estações em três formatos de rádio convencionais em sua primeira semana de lançamento, e tem estreia mais alta de um single não disponível comercialmente nos Estados Unidos e na França. |
| 9 de março      | Eric Singer substitui Peter Criss como baterista do Kiss enquanto a banda está em sua turnê de despedida em Yokohama, Japão. O cantor usa a maquiagem de "Catman", encerrando a tradição da banda de criar novas maquiagens e personagens para membros substitutos. |
| 13 de março     | Vai ao ar, na MTV, o primeiro MTV Icon, homenageando Janet Jackson, e torna-se o programa de maior audiência da noite. |
| 14 de março     | O Supremo Tribunal de Roma, na Itália, considera Michael Jackson "inocente" de plágio, revertendo uma decisão tomada em 1999 por um tribunal inferior. O compositor italiano Albano Carrisi afirmara que "Will You Be There" de Jackson era uma cópia de sua canção "I Cigni Di Balaka". |
| 16 de março     | Sean "Puffy" Combs é absolvido de todas as acusações de um tiroteio em uma boate em dezembro de 1999 em Manhattan, Nova Iorque, EUA. Mas Shyne, de sua gravadora Bad Boy Records, é condenado por duas acusações de agressão, bem como perigo imprudente e porte de arma. |
| 26 de março     | Gorillaz lança seu primeiro álbum de estúdio Gorillaz, que alcança o número três no Reino Unido, e número 14 nos Estados Unidos, vendendo mais de sete milhões de cópias em todo o mundo até 2007. O grupo entra no Guinness Book of World Records como a banda virtual de maior sucesso. |
| 31 de maço      | O casal Whitney Houston e Bobby Brown é expulso e banido para sempre do Bel Air Hotel de Hollywood, Los Angeles, Califórnia, EUA, é preso e aprisionado depois de destruir seu quarto. Itens supostamente danificados incluíam uma TV e duas portas. Segundo funcionários do hotel, as paredes e tapetes também estavam manchados de álcool. O hotel fechou o quarto por cinco dias para reparos. |
| 3 de abril      | Mariah Carey assina contrato milionário com a Virgin Records, no valor de US$ 80 milhões por quatro álbuns. |
| 14 de abril     | "All for You" de Janet Jackson alcança o primeiro lugar na Billboard Hot 100, nos EUA, e permanece por sete semanas consecutivas, tornando-se o single do ano de maior permanência no topo. |
| 21 de abril     | Ocorre o primeiro Top Chinese Music Awards, em Shenzhen, China. |
| 24 de abril     | Janet Jackson lança seu sétimo álbum de estúdio, All for You, que torna-se seu quinto álbum consecutivo a estrear em primeiro lugar, com vendas superiores a 600.000 cópias. |
| 28 de abril     | Ocorre o segundo Coachella Valley Music and Arts Festival, em Indio, Califórnia, EUA. |
| 12 de maio      | Joey Fatone do 'N Sync lesiona a perna em um alçapão durante os ensaios para a nova turnê do grupo. |
| 12 de maio      | Ocorre o Eurovision Song Contest, em Copenhague, Dinamarca, que tem como vencedor Tanel Padar, Dave Benton, e 2XL, da Estônia, com a canção "Everybody", marcando a primeira vitória de um país báltico e de uma ex república soviética. Aos 50 anos, Benton torna-se o competidor mais velho, bem como o primeiro negro, a vencer o concurso. |
| 15 de maio      | A Tribute to Jim Reeves, de Charley Pride, torna-se o primeiro CD a ter proteção contra cópia. |
| 15 de maio      | A Banda dos anos 80 The Go-Go's lança seu primeiro álbum em 17 anos, God Bless The Go Go's. |
| 22 de maio      | Mötley Crüe publica sua autobiografia coletiva ,The Dirt. |
| 1 de junho      | Christina Aguilera consegue seu quarto single número um na Billboard Hot 100 com "Lady Marmalade", uma colaboração com Lil' Kim, Mýa e P!nk. |
| 7 de junho      | Mariah Carey lança "Loverboy", que viria a se tornar o single mais vendido de 2001 nos EUA. |
| 9 de junho      | Madonna inicia sua primeira turnê em 8 anos, Drowned World Tour, em Barcelona, Espanha. |
| 15 de julho     | O baterista do Bad Religion, Bobby Schayer, deixa a carreira musical após sofrer grave lesão, e é substituído por Brooks Wackerman. |
| 16 de junho     | A rádio de Los Angeles, California, EUA, KROQ-FM transmite o o 9º concerto Weenie Roast. |
| 2 de julho      | Napster fecha sua plataforma para cumprir uma liminar judicial que ordena a interrupção do comércio de arquivos protegidos por direitos autorais. |
| 7 de julho      | Janet Jackson começa sua turnê All for You Tour, em Portland, Oregon, EUA. |
| 7 de julho      | Aaliyah lança seu terceiro e último álbum de estúdio, Aaliyah, que posteriormente tornaria-se um dos álbuns mais vendidos do século XXI. |
| 9 de julho      | Backstreet Boys suspendem sua turnê de verão Black & Blue para que AJ McLean entre em uma clínica de reabilitação para tratar alcoolismo e depressão. |
| 19 de julho     | Ol' Dirty Bastard é condenado a 2 a 4 anos de prisão por posse de drogas. |
| 25 de julho     | Mariah Carey dá entrada em hospital para o que um porta-voz chama de "exaustão extrema". Carey exibiu vários comportamentos bizarros durante a semana anterior, incluindo a um estranho strip-tease durante uma visita não programada ao Total Request Live da MTV, e a postagem de uma mensagem desconexa em seu site na qual escreveu: "Não sei o que está acontecendo com a vida". |
| 3 de agosto     | Whitney Houston assina o maior contrato da história da música, com a Arista Records, no valor de mais de US$ 100 milhões por seis álbuns. |
| 6 de agosto     | O fundador da Death Row Records, Suge Knight, é libertado da prisão depois de cumprir cinco anos de uma sentença de nove, por violação de liberdade condicional. |
| 25 de agosto    | Um Cessna 402 transportando 9 pessoas, incluindo a cantora Aaliyah, cai nas Bahamas, matando todos a bordo. |
| 6 de setembro   | No MTV Video Music Awards, Britney Spears apresenta seu novo single "I'm a Slave 4 U" em uma roupa muito reveladora, com diversos animais exóticos, incluindo uma píton birmanesa albina branca ems seus ombros, causando grandes críticas da organização de direitos dos animais, PETA. Mesmo assim, a MTV nomeou a performance como o momento mais memorável da história do VMA. |
| 7 de setembro   | O concerto Michael Jackson: 30th Anniversary Special tem início no Madison Square Garden, em Nova Iorque, EUA. |
| 10 de setembro  | O concerto Michael Jackson: 30th Anniversary Special se encerra no Madison Square Garden, em Nova Iorque, EUA. |
| 10 de setembro  | Blink-182 começa a gravar o vídeo de "Stay Together for the Kids", que mostra a banda tocando em uma casa abandonada. |
| 11 de setembro  | Ocorrem os ataques de 11 de setembro, resultando no cancelamento ou adiamento de muitos eventos musicais, devido à paralisação de muitos voos comerciais e ao clima sombrio ao redor do mundo: |
| 11 de setembro  | Blink-182 tenta terminar o vídeo de "Stay Together for the Kids", mas após os ataques, a banda desiste e decide gravar um vídeo diferente para a canção. |
| 11 de setembro  | MTV e VH1 suspendem sua programação para transmitir as notícias da CBS. |
| 11 de setembro  | A transmissão do Grammy Latino é cancelada. |
| 11 de setembro  | Sting ia transmitir uma apresentação na Itália, pela Internet, mas canta apenas "Fragile". |
| 11 de setembro  | "Only Time", de Enya torna-se a trilha de fundo da CNN. |
| 11 de setembro  | O MuchMusic Video Awards, agendados para 23 de setembro, é cancelado. |
| 11 de setembro  | Gerard Way testemunha os ataques e se inspira a formar uma banda, que mais tarde se torna o My Chemical Romance. |
| 11 de setembro  | Mariah Carey lança sua infame trilha sonora Glitter, acompanhada de seu mal sucedido filme. O primeiro single da trilha, "Loverboy", alcança o no. 2 na Billboard Hot 100. |
| 14 de setembro  | A Clear Channel Communications emite um memorando polêmico às suas estações de rádio contendo uma lista de 165 canções com "letras questionáveis" após os ataques de 11 de setembro, incluindo "Knockin' on Heaven's Door", de Bob Dylan, todas as canções de Rage Against the Machine, e "Imagine", de John Lennon. |
| 21 de setembro  | Todos os maiores canais de TV dos EUA transmitem o concerto beneficente America: A Tribute to Heroes. |
| 25 de setembro  | É lançada a estação de rádio XM Satellite Radio, nos EUA e Canadá. |
| 29 de setembro  | O Primeiro Festival Internacional de Acordeão começa em La Villita, em San Antonio, Texas, EUA. |
| 29 de setembro  | Jennifer Lopez se casa com seu dançarino Cris Judd. O casamento viria a acabar em junho de 2002. |
| 6 de outubro    | Burton C. Bell briga com seu colega de banda Dino Cazares sobre um empresário que eles demitiram, e isso leva ao fim do Fear Factory. |
| 6 de outubro    | Pop Idol estreia no Reino Unido, no canal ITV. |
| 10 de outubro   | A banda Anthrax emite um comunicado à imprensa em resposta aos ataques com antrax de 2001, jocosamente afirmando que mudarão o nome do grupo para "Basket Full of Puppies", e conclui: "não queremos mudar o nome da banda, não porque seria um pé no saco, mas porque esperamos que não aconteçam mais eventos negativos e não será necessário. Esperamos e rezamos que esse problema desapareça silenciosamente e todos envelheçamos e engordemos juntos."                                                               |
| 12 de outubro   | Wes Borland deixa o Limp Bizkit. |
| 16 de outubro   | Michael Jackson lança edições especiais de seus álbuns Off the Wall, Thriller, Bad, e Dangerous, para comemorar seu trigésimo aniversário como artista solo. |
| 20 de outubro   | O concerto beneficente The Concert for New York City vai ao ar no canal VH1. |
| 20 de outubro   | O concerto beneficente Volunteers For America benefit ocorre em Atlanta, Geórgia, nos EUA. |
| 21 de outubro   | O concerto beneficente United We Stand: What More Can I Give ocorre no RFK Stadium, em Washington, D.C., EUA. |
| 21 de outubro   | O concerto beneficente Volunteers For America benefit ocorre no Smirnoff Music Centre, em Dallas, Texas, EUA. |
| 23 de outubro   | Backstreet Boys lançam sua primeira coletânea The Hits: Chapter One. |
| 23 de outubro   | O primeiro iPod é lançado pela Apple. |
| 30 de outubro   | Michael Jackson lança Invincible, que estreia em número um, mas seu sucesso é limitado por uma rivalidade entre Jackson e a Sony Music Entertainment, pelos direitos de seu catálogo, com Jackson acusando a empresa de discriminação racial. O álbum acabaria sendo o último de Jackson, com seus esforços musicais posteriores sendo ofuscados por uma segunda série de acusações de abuso sexual infantil, em 2003, um julgamento sobre essas alegações em 2005, e sua morte na véspera de uma turnê, em junho de 2009. |
| 1 de novembro   | O corpo diretivo da UK Singles Chart, Chart Information Network Ltd. (CIN), muda seu nome para The Official UK Charts Company. |
| 1 de novembro   | Britney Spears inicia sua turnê Dream Within a Dream Tour, com muitos efeitos especiais, incluindo uma tela de água que bombeava duas toneladas de água no palco. A turnê foi um sucesso comercial, todos os 68 shows de 2001 se esgotaram, e arrecadaram US$ 43,7 milhões. |
| 5 de novembro   | No Reino Unido, a BMG se torna a primeira grande gravadora a lançar um CD com proteção contra cópia, White Lilies Island, de Natalie Imbruglia. Duas semanas depois, a BMG anuncia que vai relançar o disco sem a proteção, devido a reclamações de consumidores que não conseguiram reproduzir os CDs em seus computadores. |
| 6 de novembro   | O terceiro álbum de Britney Spears, Britney, estreia em primeiro lugar, tornando-a a primeira cantora a ter seus três primeiros álbuns estrando nas paradas americanas em primeiro lugar. |
| 12 de dezembro  | Krist Novoselic e Dave Grohl, do Nirvana, processam Courtney Love para expulsá-la do conselho que controla a administração dos assuntos da banda, chamando-a de "irracional, mercurial, egocêntrica, incontrolável, inconsistente e imprevisível". A batalha legal sobre o legado da banda bloqueia o lançamento de um box contendo a faixa inédita "You Know You're Right". |

## Lançamentos

### Álbuns de estúdio
| Data            | Título                                       | Artista(s)                            |
| --------------- | -------------------------------------------- | ------------------------------------- |
| 23 de janeiro   | Little Sparrow                               | Dolly Parton                          |
| 23 de janeiro   | J.Lo                                         | Jennifer Lopez                        |
| 23 de janeiro   | O-Town                                       | O-Town                                |
| 30 de janeiro   | I Need You                                   | LeAnn Rimes                           |
| 13 de fevereiro | To Record Only Water for Ten Days            | John Frusciante                       |
| 26 de fevereiro | Teen Spirit                                  | A*Teens                               |
| 27 de fevereiro | Everyday                                     | Dave Matthews Band                    |
| 5 de março      | When It's All Over We Still Have to Clear Up | Snow Patrol                           |
| 5 de março      | Reptile                                      | Eric Clapton                          |
| 6 de março      | Katy Hudson                                  | Katy Perry                            |
| 6 de março      | Just Push Play                               | Aerosmith                             |
| 6 de março      | Scorpion                                     | Eve                                   |
| 12 de março     | Discovery                                    | Daft Punk                             |
| 12 de março     | Human                                        | Rod Stewart                           |
| 18 de março     | Spin                                         | Darren Hayes                          |
| 20 de março     | Nation                                       | Sepultura                             |
| 26 de março     | Gorillaz                                     | Gorillaz                              |
| 27 de março     | Drops of Jupiter                             | Train                                 |
| 27 de março     | Until the End of Time                        | 2Pac                                  |
| 2 de abril      | Mutter                                       | Rammstein                             |
| 2 de abril      | Room Service                                 | Roxette                               |
| 3 de abril      | Crown Royal                                  | Run-D.M.C.                            |
| 10 de abril     | For the Stars                                | Anne Sofie von Otter e Elvis Costello |
| 16 de abril     | A Girl Like Me                               | Emma Bunton                           |
| 24 de abril     | All for You                                  | Janet Jackson                         |
| 24 de abril     | Set This Circus Down                         | Tim McGraw                            |
| 24 de abril     | This Is Where I Came In                      | Bee Gees                              |
| 25 de abril     | Survivor                                     | Destiny's Child                       |
| 1 de maio       | Trouble in Shangri-La                        | Stevie Nicks                          |
| 8 de maio       | All Killer No Filler                         | Sum 41                                |
| 14 de maio      | Exciter                                      | Depeche Mode                          |
| 14 de maio      | Reveal                                       | R.E.M.                                |
| 14 de maio      | Scream If You Wanna Go Faster                | Geri Halliwell                        |
| 15 de maio      | Meet Joe Mac                                 | Joey McIntyre                         |
| 15 de maio      | Miss E... So Addictive                       | Missy "Misdemeanor" Elliott           |
| 15 de maio      | Weezer                                       | Weezer                                |
| 15 de maio      | The World Needs a Hero                       | Megadeth                              |
| 21 de maio      | 200 Po Vstrechnoy                            | t.A.T.u.                              |
| 25 de maio      | Irresistible                                 | Jessica Simpson                       |
| 29 de maio      | Part II                                      | Brad Paisley                          |
| 30 de maio      | Amnesiac                                     | Radiohead                             |
| 5 de junho      | Songs in A Minor                             | Alicia Keys                           |
| 11 de junho     | The Invisible Band                           | Travis                                |
| 12 de junho     | Sugar Ray                                    | Sugar Ray                             |
| 12 de junho     | Take Off Your Pants and Jacket               | Blink-182                             |
| 18 de junho     | Origin of Symmetry                           | Muse                                  |
| 19 de junho     | Mandy Moore                                  | Mandy Moore                           |
| 19 de junho     | Trust No One                                 | Dave Navarro                          |
| 25 de junho     | Rooty                                        | Basement Jaxx                         |
| 3 de julho      | White Blood Cells                            | The White Stripes                     |
| 7 de julho      | Aaliyah                                      | Aaliyah                               |
| 10 de julho     | Camino Palmero                               | The Calling                           |
| 24 de julho     | Celebrity                                    | 'N Sync                               |
| 30 de julho     | Is This It                                   | The Strokes                           |
| 31 de julho     | Blake Shelton                                | Blake Shelton                         |
| 6 de agosto     | In Search of...                              | N.E.R.D                               |
| 7 de agosto     | Oh Aaron                                     | Aaron Carter                          |
| 14 de agosto    | Supernova                                    | Lisa Lopes                            |
| 21 de agosto    | Just Be Free                                 | Christina Aguilera                    |
| 27 de agosto    | Read My Lips                                 | Sophie Ellis-Bextor                   |
| 27 de agosto    | Vespertine                                   | Björk                                 |
| 27 de agosto    | Kingsize                                     | 5ive                                  |
| 28 de agosto    | No More Drama                                | Mary J. Blige                         |
| 11 de setembro  | Satellite                                    | P.O.D.                                |
| 11 de setembro  | Silver Side Up                               | Nickelback                            |
| 18 de setembro  | The Id                                       | Macy Gray                             |
| 18 de setembro  | The Look of Love                             | Diana Krall                           |
| 18 de setembro  | Room for Squares                             | John Mayer                            |
| 25 de setembro  | Songs from Call Me Claus                     | Garth Brooks                          |
| 1 de outubro    | Beautiful Garbage                            | Garbage                               |
| 1 de outubro    | Fever                                        | Kylie Minogue                         |
| 1 de outubro    | Songs from the West Coast                    | Elton John                            |
| 1 de outubro    | Victoria Beckham                             | Victoria Beckham                      |
| 2 de outubro    | Pain Is Love                                 | Ja Rule                               |
| 22 de outubro   | Wake Up and Smell the Coffee                 | The Cranberries                       |
| 23 de outubro   | The Great Depression                         | DMX                                   |
| 23 de outubro   | Snowflakes                                   | Toni Braxton                          |
| 30 de outubro   | 8 Days of Christmas                          | Destiny's Child                       |
| 30 de outubro   | Escape                                       | Enrique Iglesias                      |
| 30 de outubro   | Invincible                                   | Michael Jackson                       |
| 30 de outubro   | Lenny                                        | Lenny Kravitz                         |
| 5 de novembro   | Britney                                      | Britney Spears                        |
| 5 de novembro   | White Lilies Island                          | Natalie Imbruglia                     |
| 9 de novembro   | Blueprint for a Sunrise                      | Yoko Ono                              |
| 12 de novembro  | Driving Rain                                 | Paul McCartney                        |
| 12 de novembro  | World of Our Own                             | Westlife                              |
| 13 de novembro  | Laundry Service                              | Shakira                               |
| 13 de novembro  | Scarecrow                                    | Garth Brooks                          |
| 13 de novembro  | This Way                                     | Jewel                                 |
| 19 de novembro  | Swing When You're Winning                    | Robbie Williams                       |
| 19 de novembro  | Whatever Gets You Through the Day            | Lighthouse Family                     |
| 19 de novembro  | Some Things                                  | Lasgo                                 |
| 20 de novembro  | Mis Romances                                 | Luis Miguel                           |
| 20 de novembro  | Hoobastank                                   | Hoobastank                            |
| 20 de novembro  | Missundaztood                                | P!nk                                  |
| 20 de novembro  | The Rainbow Children                         | Prince                                |
| 20 de novembro  | Weathered                                    | Creed                                 |
| 22 de novembro  | Cover Up                                     | UB40                                  |
| 26 de novembro  | Sunshine                                     | S Club 7                              |
| 26 de novembro  | Freak of Nature                              | Anastacia                             |
| 27 de novembro  | Genesis                                      | Busta Rhymes                          |
| 27 de novembro  | Smash Mouth                                  | Smash Mouth                           |
| 27 de novembro  | Word of Mouf                                 | Ludacris                              |
| 11 de dezembro  | Rock Steady                                  | No Doubt                              |
| 12 de dezembro  | Us Against the World                         | Play                                  |
| 18 de dezembro  | Stillmatic                                   | Nas                                   |

### Álbuns de compilação
| Data           | Título                                            | Artista(s)                       |
| -------------- | ------------------------------------------------- | -------------------------------- |
| 5 de fevereiro | The Anthology... So Far                           | Ringo Starr & His All-Starr Band |
| 6 de fevereiro | Greatest Hits Vol. II                             | Gloria Estefan                   |
| 27 de março    | Greatest Hits                                     | Billy Idol                       |
| 23 de abril    | In America                                        | Kenny G                          |
| 7 de maio      | Wingspan: Hits and History                        | Paul McCartney                   |
| 8 de maio      | Voodoo Child: The Jimi Hendrix Collection         | Jimi Hendrix                     |
| 22 de maio     | Hawthorne, CA                                     | The Beach Boys                   |
| 5 de junho     | Shine Like It Does: The Anthology (1979–1997)     | INXS                             |
| 17 de julho    | What I Learned About Ego, Opinion, Art & Commerce | Goo Goo Dolls                    |
| 24 de julho    | Greatest Hits                                     | Alice in Chains                  |
| 31 de julho    | The Very Best of Prince                           | Prince                           |
| 28 de agosto   | The Dirty Story: The Best of Ol' Dirty Bastard    | Ol' Dirty Bastard                |
| 25 de setembro | The Best of Bruce Dickinson                       | Bruce Dickinson                  |
| 2 de outubro   | Total Devastation: The Best of Busta Rhymes       | Busta Rhymes                     |
| 15 de outubro  | Gold: Greatest Hits                               | Steps                            |
| 16 de outubro  | The Essential Journey                             | Journey                          |
| 16 de outubro  | God Bless America                                 | LeAnn Rimes                      |
| 19 de outubro  | Best of The Corrs                                 | The Corrs                        |
| 23 de outubro  | The Complete Limelight Sessions                   | Shania Twain                     |
| 23 de outubro  | The Hits – Chapter One                            | Backstreet Boys                  |
| 30 de outubro  | Legacy: The Greatest Hits Collection              | Boyz II Men                      |
| 5 de novembro  | All Hits                                          | All Saints                       |
| 5 de novembro  | Echoes: The Best of Pink Floyd                    | Pink Floyd                       |
| 7 de novembro  | Greatest Hits                                     | The Cure                         |
| 13 de novembro | GHV2                                              | Madonna                          |
| 13 de novembro | International Superhits!                          | Green Day                        |
| 20 de novembro | Rotten Apples                                     | The Smashing Pumpkins            |
| 20 de novembro | Young Lust: The Aerosmith Anthology               | Aerosmith                        |

### Álbuns ao vivo
| Data           | Título                                        | Artista(s)                          |
| -------------- | --------------------------------------------- | ----------------------------------- |
| 5 de fevereiro | The Anthology... So Far                       | Ringo Starr & His All-Starr Band    |
| 27 de março    | Live from Mars                                | Ben Harper & The Innocent Criminals |
| 27 de março    | Live in New York City                         | Bruce Springsteen & E Street Band   |
| 14 de maio     | Acoustica                                     | Scorpions                           |
| 22 de maio     | One Wild Night Live 1985–2001                 | Bon Jovi                            |
| 19 de junho    | Live in San Francisco                         | Joe Satriani                        |
| 21 de junho    | Acústico ao Vivo                              | Bruno & Marrone                     |
| 1 de outubro   | Alive 1997                                    | Daft Punk                           |
| 16 de outubro  | Bootleg Series Volume 1: The Quine Tapes      | The Velvet Underground              |
| 23 de outubro  | Live in Chicago 12.19.98 at the United Center | Dave Matthews Band                  |
| 5 de novembro  | ...All This Time                              | Sting                               |
| 12 de novembro | I Might Be Wrong: Live Recordings             | Radiohead                           |
| 4 de dezembro  | America: A Tribute to Heroes                  | Vários artistas                     |
| 18 de dezembro | MTV Unplugged                                 | Jay-Z                               |

### Trilhas sonoras
| Data           | Título                                                                                        | Artista(s)      |
| -------------- | --------------------------------------------------------------------------------------------- | --------------- |
| 9 de janeiro   | Oz                                                                                            | Vários artistas |
| 20 de março    | Exit Wounds: The Album                                                                        | Vários artistas |
| 3 de abril     | Bridget Jones's Diary: Music from the Motion Picture                                          | Vários artistas |
| 3 de abril     | Pokémon 3: The Ultimate Soundtrack                                                            | Vários artistas |
| 23 de abril    | Amélie                                                                                        | Yann Tiersen    |
| 8 de maio      | Moulin Rouge! Music from Baz Luhrmann's Film                                                  | Vários artistas |
| 15 de maio     | Shrek: Music from the Original Motion Picture                                                 | Vários artistas |
| 5 de junho     | Swordfish <<The Album>>                                                                       | Paul Oakenfold  |
| 5 de junho     | The Fast and the Furious: Original Motion Picture Soundtrack                                  | Vários artistas |
| 12 de junho    | Jurassic Park III: Original Motion Picture Soundtrack                                         | Don Davis       |
| 15 de junho    | Lara Croft: Tomb Raider – Original Motion Picture Soundtrack                                  | Vários artistas |
| 10 de julho    | Legally Blonde: Original Motion Picture Soundtrack                                            | Vários artistas |
| 24 de julho    | The Princess Diaries: Original Soundtrack                                                     | Vários artistas |
| 31 de julho    | Def Jam's Rush Hour 2 Soundtrack                                                              | Vários artistas |
| 14 de agosto   | SpongeBob SquarePants: Original Theme Highlights                                              | Vários artistas |
| 18 de agosto   | Glitter                                                                                       | Mariah Carey    |
| 16 de outubro  | On the Line: Original Motion Picture Soundtrack                                               | Vários artistas |
| 30 de outubro  | Harry Potter and the Philosopher's Stone:Original Motion Picture Soundtrack                   | John Williams   |
| 20 de novembro | The Lord of the Rings: The Fellowship of the Ring – Original Motion Picture Soundtrack        | Howard Shore    |
| 4 de dezembro  | Music from Vanilla Sky                                                                        | Vários artistas |
| 11 de dezembro | A Beautiful Mind: Original Motion Picture Soundtrack                                          | Vários artistas |
| 19 de dezembro | More Fast and Furious: Music from and Inspired by the Motion Picture The Fast and the Furious | Vários artistas |

### Álbuns de vídeo
| Data            | Título                                                             | Artista(s)               |
| --------------- | ------------------------------------------------------------------ | ------------------------ |
| 2 de janeiro    | Beneath the Skin – Live in Paris                                   | The Cranberries          |
| 6 de fevereiro  | One Last Time Live in Concert                                      | Tina Turner              |
| 20 de fevereiro | All the Way... A Decade of Song & Video                            | Céline Dion              |
| 20 de fevereiro | The Battle of Mexico City                                          | Rage Against the Machine |
| 27 de fevereiro | La Historia                                                        | Ricky Martin             |
| 6 de março      | The Platinum's on the Wall                                         | Destiny's Child          |
| 12 de março     | Superstars and Cannonballs                                         | Savage Garden            |
| 13 de março     | La Luna: Live in Concert                                           | Sarah Brightman          |
| 1 de maio       | Touring Band 2000                                                  | Pearl Jam                |
| 5 de maio       | Acústico MTV: Cássia Eller                                         | Cássia Eller             |
| 14 de maio      | Acoustica                                                          | Scorpions                |
| 5 de junho      | My Reflection: Live                                                | Christina Aguilera       |
| 21 de junho     | Acústico ao Vivo                                                   | Bruno & Marrone          |
| 30 de julho     | Aaron's Party: Live in Concert                                     | Aaron Carter             |
| 21 de agosto    | The Videos 1994–2001                                               | Dave Matthews Band       |
| 5 de setembro   | Xuxa só para Baixinhos 2                                           | Xuxa                     |
| 1 de outubro    | Live in Sydney                                                     | Kylie Minogue            |
| 5 de novembro   | Live at Vallhall: Homecoming                                       | A-ha                     |
| 6 de novembro   | The Platinum Collection                                            | Shania Twain             |
| 13 de novembro  | Drowned World Tour 2001                                            | Madonna                  |
| 13 de novembro  | 25 & Alive Boneshaker                                              | Motörhead                |
| 13 de novembro  | Drowned World Tour 2001                                            | Madonna                  |
| 13 de novembro  | International Supervideos!                                         | Green Day                |
| 19 de novembro  | All Videos Ever Made & More!                                       | Roxette                  |
| 20 de novembro  | Britney: The Videos                                                | Britney Spears           |
| 20 de novembro  | Elevation 2001: Live from Boston                                   | U2                       |
| 20 de novembro  | Frat Party at the Pankake Festival                                 | Linkin Park              |
| 20 de novembro  | From Toni with Love – The Video Collection                         | Toni Braxton             |
| 20 de novembro  | The Smashing Pumpkins – Greatest Hits Video Collection (1991–2000) | Smashing Pumpkins        |
| 20 de novembro  | The Specials                                                       | Shania Twain             |
| 26 de novembro  | Classic Albums: Iron Maiden – The Number of the Beast              | Iron Maiden              |
| 4 de dezembro   | America: A Tribute to Heroes                                       | Vários artistas          |
| 11 de dezembro  | Live at Slane Castle, Ireland                                      | Bryan Adams              |
| 18 de dezembro  | Journey 2001                                                       | Journey                  |

### Box sets
| Data           | Título      | Artista(s) |
| -------------- | ----------- | ---------- |
| 20 de novembro | The Box Set | Kiss       |

### Singles
| Data            | Título                                   | Artista(s)                                     |
| --------------- | ---------------------------------------- | ---------------------------------------------- |
| 6 de janeiro    | "Angel"                                  | Shaggy com part. de Rayvon                     |
| 9 de janeiro    | "Nobody Wants to Be Lonely"              | Ricky Martin com Christina Aguilera            |
| 22 de janeiro   | "Your Disco Needs You"                   | Kylie Minogue                                  |
| 29 de janeiro   | "Stuck in a Moment You Can't Get Out Of" | U2                                             |
| 6 de fevereiro  | "The Call"                               | Backstreet Boys                                |
| 13 de fevereiro | "My Way"                                 | Limp Bizkit                                    |
| 13 de fevereiro | "Ride wit Me"                            | Nelly com part. de City Spud                   |
| 19 de fevereiro | "Butterfly"                              | Crazy Town                                     |
| 20 de fevereiro | "Walk On"                                | U2                                             |
| 20 de fevereiro | "Jaded"                                  | Aerosmith                                      |
| 1 de março      | "Crawling"                               | Linkin Park                                    |
| 5 de março      | "Clint Eastwood"                         | Gorillaz com part. de Del the Funky Homosapien |
| 5 de março      | "Uptown Girl"                            | Westlife                                       |
| 6 de março      | "All for You"                            | Janet Jackson                                  |
| 6 de março      | "Survivor                                | Destiny's Child                                |
| 12 de março     | "Don't Let Me Be the Last to Know"       | Britney Spears                                 |
| 13 de março     | "Get Ur Freak On"                        | Missy Elliott                                  |
| 15 de março     | "Turn the Tide"                          | Sylver                                         |
| 20 de março     | "Play"                                   | Jennifer Lopez                                 |
| 28 de março     | "Aerodynamic"                            | Daft Punk                                      |
| 2 de abril      | "Let Me Blow Ya Mind"                    | Eve com part. de Gwen Stefani                  |
| 9 de abril      | "Out of Reach"                           | Gabrielle                                      |
| 10 de abril     | "Fallin'"                                | Alicia Keys                                    |
| 10 de abril     | "Lady Marmalade"                         | Christina Aguilera, Lil' Kim, Mýa e P!nk       |
| 12 de abril     | "Irresistible"                           | Jessica Simpson                                |
| 16 de abril     | "Imitation of Life"                      | R.E.M.                                         |
| 16 de abril     | "What It Feels Like for a Girl"          | Madonna                                        |
| 17 de abril     | "More than That"                         | Backstreet Boys                                |
| 17 de abril     | "Dream On"                               | Depeche Mode                                   |
| 19 de abril     | "Mr. Writer"                             | Stereophonics                                  |
| 23 de abril     | "Sing"                                   | Travis                                         |
| 23 de abril     | "Weapon of Choice"                       | Fatboy Slim com part. de Bootsy Collins        |
| 23 de abril     | "Hit 'Em Up Style (Oops!)"               | Blu Cantrell                                   |
| 30 de abril     | "It's Raining Men"                       | Geri Halliwell                                 |
| 7 de maio       | "The Rock Show"                          | Blink-182                                      |
| 14 de maio      | "Pop"                                    | 'N Sync                                        |
| 22 de maio      | "Bootylicious"                           | Destiny's Child                                |
| 22 de maio      | "Wherever You Will Go"                   | The Calling                                    |
| 11 de junho     | "Digital Love"                           | Daft Punk                                      |
| 11 de junho     | 'Have a Nice Day"                        | Stereophonics                                  |
| 15 de junho     | "Something"                              | Lasgo                                          |
| 18 de junho     | "Papercut"                               | Linkin Park                                    |
| 18 de junho     | "Hunter"                                 | Dido                                           |
| 19 de junho     | "I'm Real"                               | Jennifer Lopez                                 |
| 19 de junho     | "Loverboy"                               | Mariah Carey com part. de Cameo                |
| 20 de junho     | "Ain't It Funny"                         | Jennifer Lopez                                 |
| 25 de junho     | "19-2000"                                | Gorillaz                                       |
| 25 de junho     | "Elevation"                              | U2                                             |
| 25 de junho     | "Hard to Explain"                        | The Strokes                                    |
| 26 de junho     | "Million Miles Away"                     | The Offspring                                  |
| 2 de julho      | "Turn Off the Light"                     | Nelly Furtado                                  |
| 10 de julho     | "Boiler"                                 | Limp Bizkit                                    |
| 17 de julho     | "How You Remind Me"                      | Nickelback                                     |
| 24 de julho     | "Family Affair"                          | Mary J. Blige                                  |
| 30 de julho     | "Because I Got High"                     | Afroman                                        |
| 30 de julho     | "I Feel Loved"                           | Depeche Mode                                   |
| 30 de julho     | "Scream If You Wanna Go Faster"          | Geri Halliwell                                 |
| 13 de agosto    | "Chop Suey!"                             | System of a Down                               |
| 13 de agosto    | "Superstylin'"                           | Groove Armada                                  |
| 14 de agosto    | "Never Too Far"                          | Mariah Carey                                   |
| 14 de agosto    | "Side"                                   | Travis                                         |
| 14 de agosto    | "Wish You Were Here"                     | Incubus                                        |
| 21 de agosto    | "Gone"                                   | 'N Sync                                        |
| 22 de agosto    | "You Rock My World"                      | Michael Jackson                                |
| 3 de setembro   | "Hero"                                   | Enrique Iglesias                               |
| 3 de setembro   | "When You're Looking Like That"          | Westlife                                       |
| 3 de setembro   | "Song for Shelter"/"Ya Mama"             | Fatboy Slim                                    |
| 4 de setembro   | "Emotion"                                | Destiny's Child                                |
| 8 de setembro   | "Can't Get You Out of My Head"           | Kylie Minogue                                  |
| 11 de setembro  | "Don't Stop (Funkin' 4 Jamaica)"         | Mariah Carey com part. de Mystikal             |
| 25 de setembro  | "I'm a Slave 4 U"                        | Britney Spears                                 |
| 25 de setembro  | "Drowning"                               | Backstreet Boys                                |
| 25 de setembro  | "A Woman's Worth"                        | Alicia Keys                                    |
| 2 de outubro    | "Whenever, Wherever"                     | Shakira                                        |
| 3 de outubro    | "That Day"                               | Natalie Imbruglia                              |
| 8 de outubro    | "First Date"                             | Blink-182                                      |
| 9 de outubro    | "In the End"                             | Linkin Park                                    |
| 13 de outubro   | "Harder, Better, Faster, Stronger"       | Daft Punk                                      |
| 16 de outubro   | "I Won't Be Home for Christmas"          | Blink-182                                      |
| 16 de outubro   | "Get the Party Started"                  | P!nk                                           |
| 16 de outubro   | "My Sacrifice"                           | Creed                                          |
| 23 de outubro   | "Last Nite"                              | The Strokes                                    |
| 29 de outubro   | "Rapture"                                | IiO                                            |
| 30 de outubro   | "No More Drama"                          | Mary J. Blige                                  |
| 5 de novembro   | "Freelove"                               | Depeche Mode                                   |
| 5 de novembro   | "Pagan Poetry"                           | Björk                                          |
| 5 de novembro   | "Queen of My Heart"                      | Westlife                                       |
| 5 de novembro   | "My Friend"                              | Groove Armada                                  |
| 19 de novembro  | "Where's Your Head At"                   | Basement Jaxx                                  |
| 21 de novembro  | "Heaven"                                 | DJ Sammy e Yanou com part. de Do               |
| 26 de novembro  | "Calling"                                | Geri Halliwell                                 |
| 27 de novembro  | "Too Bad"                                | Nickelback                                     |
| 27 de novembro  | "Butterflies"                            | Michael Jackson                                |
| 27 de novembro  | "Always on Time"                         | Ja Rule com part. de Ashanti                   |
| 27 de novembro  | "Youth of the Nation"                    | P.O.D.                                         |
| 3 de dezembro   | "Murder on the Dancefloor"               | Sophie Ellis-Bextor                            |
| 5 de dezembro   | "Cry"                                    | Michael Jackson                                |
| 10 de dezembro  | "Overprotected"                          | Britney Spears                                 |
| 16 de dezembro  | "8 Days of Christmas"                    | Destiny's Child                                |
| 18 de dezembro  | "Defy You"                               | The Offspring                                  |

## Paradas musicais

### Álbuns mais bem sucedidos
| #  | Título           | Artista(s)      |
| -- | ---------------- | --------------- |
| 01 | Hot Shot         | Shaggy          |
| 02 | Survivor         | Destiny's Child |
| 03 | Britney          | Britney Spears  |
| 04 | No Angel         | Dido            |
| 05 | Hybrid Theory    | Linkin Park     |
| 06 | J.Lo             | Jennifer Lopez  |
| 07 | Songs in A Minor | Alicia Keys     |
| 08 | Invincible       | Michael Jackson |
| 09 | Amnesiac         | Radiohead       |
| 10 | Lateralus        | Tool            |

### Singlesmais bem sucedidos
| #  | Título                         | Artista(s)                               |
| -- | ------------------------------ | ---------------------------------------- |
| 01 | "Can't Get You Out of My Head" | Kylie Minogue                            |
| 02 | "Lady Marmalade"               | Christina Aguilera, Lil' Kim, Mýa e P!nk |
| 03 | "Fallin'"                      | Alicia Keys                              |
| 04 | "It Wasn't Me"                 | Shaggy com part. de Rikrok               |
| 05 | "Can't Fight the Moonlight"    | LeAnn Rimes                              |
| 06 | "Angel"                        | Shaggy com part. de Rayvon               |
| 07 | "Ms. Jackson"                  | OutKast                                  |
| 08 | "Hero"                         | Enrique Iglesias                         |
| 09 | "Love Don't Cost a Thing"      | Jennifer Lopez                           |
| 10 | "Follow Me"                    | Uncle Kracker                            |

## Premiações
| Data            | Cerimônia                        | Local                       |
| --------------- | -------------------------------- | --------------------------- |
| 7 de janeiro    | People's Choice Awards           | Los Angeles, Estados Unidos |
| 8 de janeiro    | American Music Awards            | Los Angeles, Estados Unidos |
| 20 de janeiro   | NRJ Music Awards                 | Cannes, França              |
| 21 de fevereiro | Grammy Awards                    | Los Angeles, Estados Unidos |
| 26 de fevereiro | Brit Awards                      | Londres, Inglaterra         |
| 28 de fevereiro | Soul Train Music Awards          | Los Angeles, Estados Unidos |
| 3-4 de março    | Juno Awards                      | Hamilton, Canadá            |
| 12 de maio      | Eurovision Song Contest          | Copenhague, Dinamarca       |
| 16 de agosto    | MTV Video Music Brasil           | São Paulo, Brasil           |
| 30 de outubro   | ARIA Music Awards                | Sydney, Austrália           |
| 7 de novembro   | Country Music Association Awards | Nashville, Estados Unidos   |
| 8 de novembro   | MTV Europe Music Awards          | Frankfurt, Alemanha         |
| 4 de dezembro   | Billboard Music Awards           | Las Vegas, Estados Unidos   |
| 31 de dezembro  | Japan Record Awards              | Tóquio, Japão               |

## Eventos

### Janeiro
- 14 de janeiro - Regresso do Guns N' Roses, com show para 250 mil pessoas no Rio de Janeiro.
- 17 de janeiro - O baixista Jason Newsted deixa o Metallica após 14 anos com a banda.

### Fevereiro
- 4 de fevereiro - Herbert Viana, vocalista da banda Paralamas do Sucesso, sofre um grave acidente pilotando seu ultraleve.

### Março
• 6 de março - Alien Ant Farm lança seu segundo Álbum de estúdio intitulado ANThology
- 12 de março - Nightwish lança seu primeiro DVD ao vivo From Wishes To Eternity.
- 13 de março - Daft Punk lança seu segundo álbum : Discovery
- 23 de março - Gorillaz lança seu primeiro álbum de mesmo nome.

### Abril
- 2 de abril - A Banda alemã Rammstein lança Mutter, seu terceiro álbum.
- 3 de abril - A dupla sueca Roxette lança Room Service, seu sétimo álbum de estúdio.
- 24 de abril - Os Bee Gees lançam seu último álbum em formação original This Is Were I Came In.
- 30 de abril - Charlie Brown Jr. lança o quarto álbum chamado 100% Charlie Brown Jr. - Abalando a Sua Fábrica.

### Maio
- 16 de maio - Gravação do álbum do Planet Hemp MTV ao Vivo: Planet Hemp.
- 21 de maio - A cantora Geri Halliwell lança o seu segundo álbum solo Scream If You Wanna Go Faster.

### Junho
- 5 de junho - Drowning Pool lança seu álbum de estreia, intitulado Sinner.
- 9 de junho - Tem início a Drowned World Tour, a quinta turnê mundial da cantora Madonna, com faturação de U$75 milhões de dólares.
- 13 de junho - O vocalista Rodolfo deixa a banda Raimundos depois de 13 anos com a banda.
- 14 de junho - AC/DC grava seu DVD no Estádio Olímpico de Munique,que é lançado em Dezembro do mesmo ano.

### Julho
- 7 de julho - Aaliyah lança seu terceiro e último álbum de estúdio, que eventualmente tornou-se um dos álbuns femininos mais vendidos do século XXI.
- 15 de julho - Gravação ao vivo do quarto álbum do ministério de louvor Diante do Trono, Preciso de Ti, no estádio do Mineirão em Belo Horizonte.
- 17 de julho - Lançamento do segundo álbum de estúdio do Muse : Origin of Symmetry
- 18 de julho - Gravação do álbum do Skank MTV ao Vivo: Planet Hemp.

### Agosto
- 6 de agosto - The Human League editam o álbum Secrets, aclamado pela crítica mas sem o sucesso esperado devido à falência da editora Papillon Records.
- 25 de agosto - Aaliyah morre em um acidente de avião nas Bahamas, enquanto decolava de volta para os Estados Unidos após o encerramento das gravações do clipe da canção "Rock the Boat".
- 28 de agosto - Slipknot lança seu segundo álbum: Iowa.

### Setembro
- 4 de setembro - System of a Down lança seu segundo álbum de estúdio: Toxicity.
- 11 de setembro
  - Alexandre Pires lança seu primeiro álbum de estúdio solo Alexandre Pires. Na versão brasileira foi intitulada É Por Amor.
  - Lançamento do álbum Live Scenes From New York da banda Dream Theater, que logo foi tirado das lojas por ter uma imagem do World Trade Center em chamas na capa.
  - Lançamento do oitavo de Mariah Carey, Glitter, a trilha sonora do filme de mesmo nome.
  - Lançamento do álbum Satellite da banda P.O.D..
  - Gerard Way testemunha o atentado as Torres Gêmeas e compõe "Skylines and Turnstiles" com o seu amigo Matt Pelissier que juntos dão início a banda My Chemical Romance.
- 17 de setembro - Lançamento da canção "Can't Get You Out of My Head", de Kylie Minogue. De acordo com a BBC News, é a música mais executada nas rádios na década.[1]
- 18 de setembro -  O grupo Fat Family lança seu terceiro álbum Pra Onde For, Me Leve. Este foi o último trabalho do grupo pela gravadora EMI Music.
- 27 de setembro - A banda The Strokes lança o álbum Is This It, que se tornaria um clássico do rock, sendo eleito por diversas revistas como o melhor álbum do século XXI e um dos álbuns importantes de todos os tempos.

### Outubro
- 1 de outubro - Lançamento do oitavo do álbum da cantora australiana Kylie Minogue, Fever.
- 08 de outubro - Sandy & Junior lança seu décimo primeiro álbum de estúdio Sandy & Junior. Este é o quinto CD mais vendido do ano no Brasil, a dupla recebeu certificação de platina, que na época era mais de um milhão de cópias vendidas.
- 12 de outubro - Laura Pausini lança seu álbum coletânea The Best of Laura Pausini: E ritorno da te.
- 16 de outubro- a banda de nu metal, Adema lança o seu primeiro álbum de estudio
- 30 de outubro - Michael Jackson lança Invincible, o que depois viria a ser seu último álbum de inéditas lançado em vida.

### Novembro
- 5 de novembro - É lançado o terceiro álbum de estúdio da cantora Britney Spears, intitulado Britney, incluindo o single "I'm A Slave 4 U", que chocou o mundo, ao mostrar Spears mais madura e sensual.
- 13 de novembro - A cantora colombiana Shakira lança seu terceiro álbum de estúdio internacional e primeiro de língua inglesa, intitulado Laundry Service.
- 20 de novembro - Ocorre o lançamento do segundo álbum de estúdio da cantora americana Pink, M!ssundaztood.
- 29 de novembro - George Harrison, músico inglês que atingiu popularidade na década de 1960 como guitarrista da banda The Beatles, morre em Los Angeles vitima de câncer.

### Dezembro
- 15 de dezembro - Angra lança seu DVD Rebirth ao vivo em São Paulo
- 22 de dezembro - A cantora brasileira Kelly Key lança seu primeiro álbum Kelly Key.

### Ainda em 2001
- É anunciado o fim do girl group Spice Girls.
- O grupo Exaltasamba lança o seu sétimo álbum Bons Momentos.
- A dupla Zezé di Camargo & Luciano celebram 10 anos com o lançamento do primeiro DVD ao vivo gravado no ATL Hall pela Sony Music, seguido do décimo-segundo álbum de estúdio pela Columbia Records, tendo a certificação de 3x Platina pela ABPD.
- Lançamento do segundo álbum e o primeiro ao vivo de Belo (cantor).
- É fundada a banda de rock progressivo The Mars Volta.
- Raimundos lança a Warner 25 Anos e Éramos 4 Que Lembra do Rodolfo Abrantes com o vocalista Digão.
- Ultraje a Rigor lançou o álbum chamado O Melhor do Rock do Ultraje a Rigor.
- Matanza lança o primeiro álbum chamado Santa Madre Cassino.
- Primeira edição do festival de música eletrônica Global Gathering.
- KLB lança seu segundo álbum KLB (2001)
- Fat Family lança o seu terceiro Cd
- Cacik Jonne é diagnosticado com doença cerebral e deixa o Chiclete com Banana para cuidar da saúde. O vocalista Bell Marques assume de vez as guitarras e na vaga deixada por Jonne entra o baixista Lelo Lobão. Lançam neste mesmo ano o álbum Santo Padroeiro, com o hit "Quero Chiclete".
- Andre Matos lança álbum de rock junto com Sascha Paeth intitulado de Virgo (banda)

## Bandas dissolvidas
- Aqua (retornam em 2007)
- At the Drive-In
- Cool For August
- Devourment (retornam em 2002)
- Elastica
- Five (retornam em 2006)
- LAND
- La Bouche
- Malice Mizer (hiatus)
- Murder City Devils
- Pilfers
- Pizzicato Five
- Raimundos (Retornaram no mesmo ano, porém sem o então vocalista Rodolfo Abrantes)
- Savage Garden
- Skunk Anansie
- Spice Girls (retornam em 2007)
- Steps
- Sunny Day Real Estate
- ThaMuseMeant (retornam em 2003)
- Toadies
- Weta

## Retorno de bandas
- Army of Lovers
- Devourment
- Electric Light Orchestra (com novos membros exceto os membros originais, Jeff Lynne e Richard Tandy)
- Level 42
- The Monkees
- The Jacksons
- Roxy Music
- Zebra

## Nascimentos
| Data            | Nome             | Profissão                                               | Nacionalidade                  | Observações | Ref |
| --------------- | ---------------- | ------------------------------------------------------- | ------------------------------ | ----------- | --- |
| 1 de janeiro    | Winter           | cantora e dançarina, membro do aespa                    | Coreia do Sul                  |             |     |
| 3 de janeiro    | MC Don Juan      | cantor                                                  | Brasil                         |             |     |
| 18 de janeiro   | Thomas Raggi     | guitarrista do Måneskin                                 | Itália                         |             |     |
| 8 de fevereiro  | I.N              | cantor e dançarino, membro do Stray Kids                | Coreia do Sul                  |             |     |
| 8 de fevereiro  | Dfideliz         | rapper                                                  | Brasil                         |             |     |
| 24 de fevereiro | Azzy             | rapper e atriz                                          | Brasil                         |             |     |
| 1 de março      | Oruam            | rapper                                                  | Brasil                         |             |     |
| 9 de março      | Somi             | cantora                                                 | Canadá                         |             |     |
| 13 de março     | Beomgyu          | cantor, membro do TXT                                   | Coreia do Sul                  |             |     |
| 17 de abril     | Ryujin           | cantora e dançarina, membro do ITZY                     | Coreia do Sul                  |             |     |
| 18 de abril     | PinkPantheress   | rapper                                                  | Reino Unido                    |             |     |
| 10 de abril     | Noa Kirel        | cantora, rapper                                         | Israel                         |             |     |
| 10 de abril     | Angelina Mango   | cantora e compositora                                   | Itália                         |             |     |
| 29 de abril     | Johannes Pietsch | cantor                                                  | Áustria                        |             |     |
| 30 de abril     | Lil Tjay         | rapper                                                  | Estados Unidos                 |             |     |
| 4 de maio       | Brunette         | cantora                                                 | Armênia                        |             |     |
| 17 de maio      | AJ Mitchell      | cantor                                                  | Estados Unidos                 |             |     |
| 27 de maio      | Zach Herron      | cantor, membro do Why Don't We                          | Estados Unidos                 |             |     |
| 3 de junho      | Jovem Dex        | rapper                                                  | Brasil                         |             |     |
| 5 de junho      | Chaeryeong       | cantora e dançarina, membro do ITZY                     | Coreia do Sul                  |             |     |
| 10 de junho     | Konai            | cantor e compositor                                     | Brasil                         |             |     |
| 18 de junho     | Nako Yabuki      | cantora, membro do HKT48                                | Japão                          |             |     |
| 23 de junho     | Bárbara Bandeira | cantora                                                 | Portugal                       |             |     |
| 6 de julho      | TZ da Coronel    | rapper                                                  | Brasil                         |             |     |
| 3 de agosto     | MC Brinquedo     | cantor                                                  | Brasil                         |             |     |
| 8 de agosto     | Zaynara          | cantora                                                 | Brasil                         |             |     |
| 12 de agosto    | Dixie D'Amelio   | cantora                                                 | Estados Unidos                 |             |     |
| 30 de agosto    | Emily Bear       | pianista e compositora                                  | Estados Unidos                 |             |     |
| 5 de Setembro   | Remo Forrer      | cantor                                                  | Suíça                          |             |     |
| 12 de Setembro  | Veigh            | Rapper                                                  | Brasil                         |             |     |
| 8 de outubro    | Huh Yunjin       | cantora, compositora e produtora, membro do Le Sserafim | Coreia do Sul / Estados Unidos |             |     |
| 19 de outubro   | Teto             | rapper                                                  | Brasil                         |             |     |
| 22 de outubro   | Jo Yuri          | cantora                                                 | Coreia do Sul                  |             |     |
| 22 de novembro  | Chenle           | cantor e compositor, membro do NCT                      | China                          |             |     |
| 28 de novembro  | Stella Quaresma  | cantora, membro do Flo                                  | Reino Unido                    |             |     |
| 4 de dezembro   | Giovanna Chaves  | cantora e atriz                                         | Brasil                         |             |     |
| 15 de dezembro  | Diljá            | cantora                                                 | Islândia                       |             |     |
| 18 de dezembro  | Billie Eilish    | cantora e compositora                                   | Estados Unidos                 |             |     |

## Mortes
| Data            | Nome                | Profissão                      | Nacionalidade  | Observações | Ref |
| --------------- | ------------------- | ------------------------------ | -------------- | ----------- | --- |
| 12 de Janeiro   | Luís Bonfá          | cantor e compositor            | Brasil         | n. 1966     |     |
| 4 de Fevereiro  | Iannis Xenakis      | compositor e arquiteto         | Grécia         | n. 1922     |     |
| 19 de Fevereiro | Charles Trenet      | cantor                         | França         | n. 1913     |     |
| 18 de Março     | John Phillips       | cantor e guitarrista           | Estados Unidos | n. 1935     |     |
| 12 de abril     | Alberto Erede       | maestro                        | Itália         | n. 1909     |     |
| 15 de Abril     | Joey Ramone         | vocalista                      | Estados Unidos | n. 1951     |     |
| 20 de Abril     | Giuseppe Sinopoli   | maestro e compositor           | Itália         | n. 1946     |     |
| 13 de Junho     | Marcelo Fromer      | guitarrista                    | Brasil         | n. 1961     |     |
| 21 de Junho     | John Lee Hooker     | cantor                         | Estados Unidos | n. 1917     |     |
| 30 de Junho     | Chet Atkins         | guitarrista e produtor musical | Estados Unidos | n. 1924     |     |
| 11 de Julho     | Cândida Branca Flor | cantora                        | Portugal       | n. 1949     |     |
| 25 de Agosto    | Aaliyah             | cantora                        | Estados Unidos | n. 1979     |     |
| 22 de Setembro  | Isaac Stern         | violinista                     | Ucrânia        | n. 1920     |     |
| 24 de Novembro  | Melanie Thornton    | cantora                        | Estados Unidos | n. 1967     |     |
| 29 de Novembro  | George Harrison     | guitarrista                    | Inglaterra     | n. 1943     |     |
| 13 de Dezembro  | Chuck Schuldiner    | guitarrista                    | Estados Unidos | n. 1967     |     |
| 29 de Dezembro  | Cássia Eller        | cantora                        | Brasil         | n. 1962     |     |

## Álbuns lançados

### Janeiro
| Dia | Álbum                                    | Artista                              | Tipo               |
| --- | ---------------------------------------- | ------------------------------------ | ------------------ |
| 1   | Çà et là du Japon                        | Pizzicato Five                       | -                  |
| 8   | Light of Day, Day of Darkness            | Green Carnation                      | -                  |
| 15  | Nuclear Fire                             | Primal Fear                          | Alemanha           |
| 16  | Alcohol Fueled Brewtality                | Black Label Society                  | -                  |
| 16  | From Long Beach 2 Fillmoe                | Daz Dillinger & J.T. the Bigga Figga | -                  |
| 16  | Mellow Yellow/Wear Your Love Like Heaven | Donovan                              | Reissues           |
| 19  | The Anthology... So Far                  | Ringo Starr                          | Ao vivo            |
| 23  | Carnival Diablos                         | Annihilator                          | -                  |
| 23  | Day of the Death                         | Death by Stereo                      | -                  |
| 23  | The Donnas Turn 21                       | The Donnas                           | -                  |
| 23  | It Was All a Dream                       | Dream                                | -                  |
| 23  | The Very Best of Daryl Hall & John Oates | Hall & Oates                         | JanuaGreatest Hits |
| 23  | J.Lo                                     | Jennifer Lopez                       | -                  |
| 23  | O-Town                                   | O-Town                               | -                  |
| 23  | Anthology                                | Obituary                             | Compilação         |
| 23  | Folkémon                                 | Skyclad                              | -                  |
| 30  | Dog in the Sand                          | Frank Black and the Catholics        | -                  |
| 30  | I Need You                               | LeAnn Rimes                          | -                  |
| 31  | Sounding the Seventh Trumpet             | Avenged Sevenfold                    | -                  |

### Fevereiro
| Dia | Álbum                              | Artista                       | Tipo          |
| --- | ---------------------------------- | ----------------------------- | ------------- |
| 1   | Lucy Ford: The Atmosphere EPs      | Atmosphere                    | -             |
| 1   | Brushfire Fairytales               | Jack Johnson                  | -             |
| 6   | End Is Forever                     | The Ataris                    | -             |
| 6   | Planet Pop                         | ATC                           | -             |
| 6   | You Had It Coming                  | Jeff Beck                     | -             |
| 6   | Sing Loud, Sing Proud!             | Dropkick Murphys              | -             |
| 6   | Greatest Hits Vol. II              | Gloria Estefan                | Compilação    |
| 6   | 604                                | Ladytron                      | -             |
| 6   | Dither                             | moe.                          | -             |
| 6   | Risen                              | O.A.R.                        | -             |
| 12  | Hits, Vol. 2: Ganked & Gaffled     | Spice 1                       | Greatest Hits |
| 13  | To Record Only Water for Ten Days  | John Frusciante               | -             |
| 13  | Road Movies                        | LAND                          | -             |
| 13  | Stephen Malkmus                    | Stephen Malkmus and the Jicks | -             |
| 13  | Conquering Ruler                   | The Specials                  | Covers álbum  |
| 15  | Toki no Tsubasa                    | Zard                          | -             |
| 16  | Flowers                            | Echo & the Bunnymen           | -             |
| 19  | Another Late Night: Fila Brazillia | Fila Brazillia                | -             |
| 19  | Karma                              | Kamelot                       | -             |
| 20  | Music Box                          | The Monkees                   | Box           |
| 20  | Wasted Days                        | The Slackers                  | -             |
| 20  | A Predator's Portrait              | Soilwork                      | -             |
| 20  | Girls Can Tell                     | Spoon                         | -             |
| 26  | Teen Spirit                        | A*Teens                       | -             |
| 26  | Sleepwalking                       | Rae & Christian               | -             |
| 27  | Everyday                           | Dave Matthews Band            | -             |
| 27  | Blackwater Park                    | Opeth                         | -             |
| 27  | (Self Titled)                      | Zao                           | -             |

### Março
| Dia                        | Álbum                                        | Artista               | Tipo                  |   |
| -------------------------- | -------------------------------------------- | --------------------- | --------------------- | - |
| 1                          | B.P. Empire                                  | Infected Mushroom     | -                     |   |
| 1                          | Another Late Night: Rae & Christian          | Rae & Christian       | Compilação            |   |
| 5                          | Complete 'B' Sides                           | Pixies                | Compilação            |   |
| 5                          | When It's All Over We Still Have to Clear Up | Snow Patrol           | -                     |   |
| 5                          | The Optimist LP                              | Turin Brakes          | -                     |   |
| 6                          | Just Push Play                               | Aerosmith             | -                     |   |
| 6                          | ANThology                                    | Alien Ant Farm        | -                     |   |
| 6                          | Anarchists of Good Taste                     | Dog Fashion Disco     | -                     |   |
| 6                          | Scorpion                                     | Eve                   | -                     |   |
| 6                          | Loco                                         | Fun Lovin' Criminals  | -                     |   |
| 6                          | Dark Assault                                 | Iron Savior           |                       |   |
| 6                          | SGNL>05                                      | Isis                  | EP                    |   |
| 6                          | Identity Crisis                              | Thrice                | -                     |   |
| 6                          | 9                                            | One Nil               | Neil Finn             | - |
| 6                          | 9                                            | Group Sounds          | Rocket from the Crypt | - |
| 12                         |                                              |                       |                       |   |
| Awakening the World        | Lost Horizon                                 | Suécia                |                       |   |
| Back to the Blues          | Gary Moore                                   | -                     |                       |   |
| Superstars and Cannonballs | Savage Garden                                | VHS/DVD               |                       |   |
| Timeless Departure         | Skyfire                                      | -                     |                       |   |
| 13                         | Gourmandises                                 | Alizee                | -                     |   |
| 13                         | Reptile                                      | Eric Clapton          | -                     |   |
| 13                         | Discovery                                    | Daft Punk             | -                     |   |
| 13                         | Trick Pony                                   | Trick Pony            | -                     |   |
| 13                         | Let It Fall                                  | Sean Watkins          | -                     |   |
| 18                         | Spin                                         | Darren Hayes          | Australia             |   |
| 19                         | Ease Down the Road                           | Bonnie 'Prince' Billy | -                     |   |
| 20                         | The Gift                                     | Bizzy Bone            | -                     |   |
| 20                         | Puritanical Euphoric Misanthropia            | Dimmu Borgir          | -                     |   |
| 20                         | Thug By Nature                               | L-Burna               | -                     |   |
| 20                         | Unleashed Memories                           | Lacuna Coil           | -                     |   |
| 20                         | Nation                                       | Sepultura             | -                     |   |
| 20                         | Hypothetical                                 | Threshold             | -                     |   |
| 20                         | Thugs Are Us                                 | Trick Daddy           | -                     |   |
| 20                         | Healing                                      | Unloco                | -                     |   |
| 26                         | Angel of Mine                                | Frank Duval           | Compilação            |   |
| 26                         | Gorillaz                                     | Gorillaz              | -                     |   |
| 27                         | Endangered Species                           | Big Pun               | Compilação            |   |
| 27                         | Another Perfect World                        | Peter Cetera          | -                     |   |
| 27                         | The Moon is Down                             | Further Seems Forever | -                     |   |
| 27                         | Greatest Hits                                | Billy Idol            | Maiores sucessos      |   |
| 27                         | Kiss tha Game Goodbye                        | Jadakiss              | -                     |   |
| 27                         | The Sneak Attack                             | KRS-One               | -                     |   |
| 27                         | Roll On                                      | The Living End        | -                     |   |
| 27                         | Every Six Seconds                            | Saliva                | -                     |   |
| 27                         | Live in New York City                        | Bruce Springsteen     | Live                  |   |
| 27                         | Drops of Jupiter                             | Train                 | -                     |   |
| 27                         | Until the End of Time                        | 2Pac                  | -                     |   |
| 27                         | EP 2                                         | Zero 7                | EP                    |   |
| 28                         | A Best                                       | Ayumi Hamasaki        | Compilação            |   |
| 28                         | On the Edge                                  | Iron Fire             | -                     |   |
| 28                         | Distance                                     | Hikaru Utada          | -                     |   |
| 29                         | 10 Years of Abuse (and Still Broke)          | Eyehategod            | Live                  |   |
| 31                         | Echo Echo                                    | Carbon Leaf           | -                     |   |

### Abril
| Dia | Álbum                                         | Artista                                             | Tipo        |
| --- | --------------------------------------------- | --------------------------------------------------- | ----------- |
| 2   | Clarence Park                                 | Chris Clark                                         | -           |
| 2   | Mutter                                        | Rammstein                                           | -           |
| 2   | 45 rpm: The Singles, 1977-1979                | The Jam                                             | Box Set     |
| 3   | From Here to Infirmary                        | Alkaline Trio                                       | -           |
| 3   | The Swimming Hour                             | Andrew Bird                                         | -           |
| 3   | The Yin and the Yang                          | Cappadonna                                          | -           |
| 3   | I Don't Care That You Don't Mind              | Crash Test Dummies                                  | -           |
| 3   | The Life                                      | Ginuwine                                            | -           |
| 3   | Arrival                                       | Journey                                             | US          |
| 3   | Room Service                                  | Roxette                                             | -           |
| 3   | Crown Royal                                   | Run-D.M.C.                                          | -           |
| 3   | Poets and Madmen                              | Savatage                                            | -           |
| 3   | Unholy Terror                                 | W.A.S.P.                                            | -           |
| 3   | Now That's What I Call Music! 6 (U.S. séries) | Vários Artistas                                     | Compilação  |
| 9   | Now That's What I Call Music! 48 (UK séries)  | Various Artists                                     | Compilação  |
| 10  | No More Shall We Part                         | Nick Cave and the Bad Seeds                         | -           |
| 10  | Live Frogs Set 1                              | Colonel Les Claypool's Fearless Flying Frog Brigade | Ao Vvio     |
| 10  | For the Stars                                 | Elvis Costello and Anne-Sofie von Otter             | -           |
| 10  | Revelling/Reckoning                           | Ani DiFranco                                        | -           |
| 10  | Isolation Drills                              | Guided by Voices                                    | -           |
| 10  | Covered With Ants                             | Guttermouth                                         | -           |
| 10  | Rock The Plank                                | Mad Caddies                                         | -           |
| 10  | Surfer                                        | NOFX                                                | EP          |
| 16  | Free All Angels                               | Ash                                                 | -           |
| 16  | A Girl Like Me                                | Emma Bunton                                         | -           |
| 16  | Colossus of Destiny                           | The Melvins                                         | Live        |
| 17  | The Very Best of Elvis Costello               | Elvis Costello                                      | Compilação  |
| 17  | Live Insurrection                             | Halford                                             | Ao Vivo     |
| 17  | Up Close and Personal                         | Angie Martinez                                      | -           |
| 17  | Super Hits                                    | New Kids on the Block                               | Compilation |
| 17  | 6.0                                           | Sister Machine Gun                                  | -           |
| 17  | Olivia                                        | Olivia                                              | -           |
| 17  | Just Enough Education to Perform              | Stereophonics                                       | -           |
| 17  | Leaves Turn Inside You                        | Unwound                                             | -           |
| 17  | One for the Kids                              | Yellowcard                                          | -           |
| 21  | Abulum                                        | Glen Phillips                                       | -           |
| 23  | Echo Park                                     | Feeder                                              | -           |
| 23  | In America                                    | Kenny G                                             | Compilação  |
| 23  | To Be Frank                                   | Nik Kershaw                                         | -           |
| 23  | Simple Things                                 | Zero 7                                              | UK          |
| 24  | Underground Network                           | Anti-Flag                                           | -           |
| 24  | This Is Where I Came In                       | Bee Gees                                            | -           |
| 24  | Mutiny on the Bay                             | Dead Kennedys                                       | Ao Vivo     |
| 24  | Steers & Stripes                              | Brooks & Dunn                                       | -           |
| 24  | Dizzy Spells                                  | The Ex                                              | -           |
| 24  | Digimortal                                    | Fear Factory                                        | -           |
| 24  | Going Somewhere                               | Colin Hay                                           | -           |
| 24  | All for You                                   | Janet Jackson                                       | -           |
| 24  | Man in the Moon                               | L.A. Guns                                           | -           |
| 24  | Set This Circus Down                          | Tim McGraw                                          | -           |
| 24  | Sad Sappy Sucker                              | Modest Mouse                                        | -           |
| 24  | The Unraveling                                | Rise Against                                        | -           |
| 25  | Wages of Sin                                  | Arch Enemy                                          | -           |
| 27  | All Rise                                      | Blue                                                | -           |
| 30  | 45 rpm: The Singles, 1980-1982                | The Jam                                             | Box Set     |
| 30  | Rock Action                                   | Mogwai                                              | -           |

### Maio
| Dia | Álbum                                        | Artista                     | Tipo             |
| --- | -------------------------------------------- | --------------------------- | ---------------- |
| 1   | Ultimate Collection                          | Buju Banton                 | Compilação       |
| 1   | Survivor                                     | Destiny's Child             | estúdio          |
| 1   | Dillinger & Young Gotti                      | Tha Dogg Pound              | -                |
| 1   | Carrying On                                  | Montgomery Gentry           | -                |
| 1   | Mechanical Wonder                            | Ocean Colour Scene          | -                |
| 1   | PeteStrumentals                              | Pete Rock                   | -                |
| 7   | Wingspan: Hits and History                   | Paul McCartney              | Maiores sucessos |
| 7   | Truth Be Told                                | Shed Seven                  | -                |
| 8   | Ayeshteni                                    | Natacha Atlas               | -                |
| 8   | Lions                                        | The Black Crowes            | -                |
| 8   | Bridge                                       | Blues Traveler              | -                |
| 8   | Best of B-Boy Records                        | Boogie Down Productions     | Compilação       |
| 8   | Look into the Eyeball                        | David Byrne                 | -                |
| 8   | Live on the Black Hand Side                  | Danzig                      | Ao Vivo          |
| 8   | Deltron 3030: The Instrumentals              | Deltron 3030                | -                |
| 8   | Falconer                                     | Falconer                    | -                |
| 8   | Dare To Dream                                | Billy Gilman                | -                |
| 8   | Voodoo Child: The Jimi Hendrix Collection    | Jimi Hendrix                | Compilação       |
| 8   | Hi-Teknology                                 | Hi-Tek                      | -                |
| 8   | Field Songs                                  | Mark Lanegan                | -                |
| 8   | Awakening the World                          | Lost Horizon                | -                |
| 8   | XX                                           | Mushroomhead                | -                |
| 8   | All Killer No Filler                         | Sum 41                      | -                |
| 8   | Moulin Rouge! Music from Baz Luhrmann's Film | Vários Artistas             | Trilha Sonora    |
| 14  | Exciter                                      | Depeche Mode                | -                |
| 14  | Reveal                                       | R.E.M.                      | -                |
| 14  | Acoustica                                    | Scorpions                   | Ao Vivo          |
| 15  | Brand New History                            | Econoline Crush             | -                |
| 15  | beautiful.                                   | Fantastic Plastic Machine   | -                |
| 15  | Anoraknophobia                               | Marillion                   | -                |
| 15  | Meet Joe Mac                                 | Joey McIntyre               | -                |
| 15  | The World Needs a Hero                       | Megadeth                    | -                |
| 15  | Miss E... So Addictive                       | Missy "Misdemeanor" Elliott | -                |
| 15  | Lateralus                                    | Tool                        | -                |
| 15  | Weezer (The Green álbum)                     | Weezer                      | -                |
| 17  | Same Girl, New Songs                         | The All-American Rejects    | EP               |
| 21  | Scream If You Wanna Go Faster                | Geri Halliwell              | -                |
| 21  | 200 Po Vstrechnoy                            | t.A.T.u.                    | -                |
| 21  | Genetic World                                | Télépopmusik                | -                |
| 21  | Can Our Love...                              | Tindersticks                | -                |
| 22  | Hawthorne, CA                                | The Beach Boys              | Compilação       |
| 22  | Bliss, Please                                | blackmail                   | -                |
| 22  | One Wild Night Live 1985-2001                | Bon Jovi                    | Ao Vivo          |
| 22  | How I Spent My Summer Vacation               | The Bouncing Souls          | -                |
| 22  | All This and Puppet Stew                     | The Dickies                 | -                |
| 22  | Rising Again                                 | Donovan                     | Ao Vivo          |
| 22  | Lechuza                                      | Fenix*TX                    | -                |
| 22  | Quest for Fire: Firestarter, Vol. 1          | Kardinal Offishall          | -                |
| 22  | Mediocre Generica                            | Leftöver Crack              | -                |
| 22  | Put Yo Hood Up                               | Lil Jon & the Eastside Boyz | -                |
| 22  | The Renaissance EP                           | MxPx                        | EP               |
| 22  | Malpractice                                  | Redman                      | -                |
| 22  | Stabbing Westward                            | Stabbing Westward           | -                |
| 22  | Break the Cycle                              | Staind                      | -                |
| 22  | Machine                                      | Static-X                    | -                |
| 23  | Lovebeat                                     | Yoshinori Sunahara          | -                |
| 28  | 10 000 Hz Legend                             | Air                         | -                |
| 28  | Pause                                        | Four Tet                    | UK               |
| 29  | Part II                                      | Brad Paisley                | -                |
| 29  | Irresistible                                 | Jessica Simpson             | -                |

### Junho
| Dia                | Álbum                                          | Artista                              | Tipo             |
| ------------------ | ---------------------------------------------- | ------------------------------------ | ---------------- |
| 4                  | Amnesiac                                       | Radiohead                            | -                |
| 5                  | Aura                                           | Asia                                 | -                |
| 5                  | Somewhere Over The Slaughter House             | Buckethead                           | -                |
| 5                  | Sinner                                         | Drowning Pool                        | -                |
| 5                  | Broken Silence                                 | Foxy Brown                           | -                |
| 5                  | A Flight and a Crash                           | Hot Water Music                      | -                |
| 5                  | Shine Like It Does: The Anthology (1979-1997)  | INXS                                 | Compilação       |
| 5                  | Songs in A Minor                               | Alicia Keys                          | -                |
| 5                  | Loser Anthems                                  | Matthew Good Band                    | EP               |
| 5                  | Full Bluntal Nugity                            | Ted Nugent                           | Live             |
| 5                  | Swordfish:The álbum                            | Paul Oakenfold                       | Trilha Sonora    |
| 5                  | This Ain't a Game                              | Ray J                                | -                |
| 5                  | The Economy of Sound                           | Seven Mary Three                     | -                |
| 5                  | Irresistible                                   | Jessica Simpson                      | -                |
| 5                  | Styx World: Live 2001                          | Styx                                 | Ao Vivo          |
| 5                  | Poses                                          | Rufus Wainwright                     | -                |
| 5                  | Inside Out                                     | Trisha Yearwood                      | -                |
| Punk-O-Rama Vol. 6 | Various Artists                                | Compilação                           |                  |
| 11                 | Organik                                        | Robert Miles                         | -                |
| 12                 | Beneath the Encasing of Ashes                  | As I Lay Dying                       | -                |
| 12                 | 9 Lives                                        | AZ                                   | -                |
| 12                 | Take Off Your Pants and Jacket                 | Blink-182                            | -                |
| 12                 | Zoom                                           | Electric Light Orchestra             | -                |
| 12                 | PS You Love Me                                 | Kid 606                              | -                |
| 12                 | Recordings                                     | Porcupine Tree                       | Compilação       |
| 12                 | Archive                                        | The Specials                         | Compilação       |
| 12                 | Sugar Ray                                      | Sugar Ray                            | -                |
| 13                 | The Best of Eighteen Visions                   | Eighteen Visions                     | Compilação       |
| 13                 | Perhaps, I Suppose...                          | Rufio                                | -                |
| 18                 | Outrospective                                  | Faithless                            | -                |
| 18                 | Beat 'Em Up                                    | Iggy Pop                             | -                |
| 18                 | Origin of Symmetry                             | Muse                                 | UK               |
| 19                 | !!!                                            | !!!                                  | -                |
| 19                 | From Chaos                                     | 311                                  | -                |
| 19                 | Just Like Gravity                              | CPR                                  | -                |
| 19                 | Devil's Night                                  | D12                                  | -                |
| 19                 | No Nose Job: The Legend of Digital Underground | Digital Underground                  | Compilation      |
| 19                 | Far from Over                                  | Edwin McCain                         | -                |
| 19                 | Tongues                                        | Esham                                | LP               |
| 19                 | Mandy Moore                                    | Mandy Moore                          | -                |
| 19                 | Greatest Fits                                  | Ministry                             | Compilação       |
| 19                 | Land of the Free?                              | Pennywise                            | -                |
| 19                 | I'm Already There                              | Lonestar                             | -                |
| 19                 | GQ on the EQ++                                 | Kid 606                              | -                |
| 19                 | Live, Loud and Loose                           | Loverboy                             | Ao Vivo          |
| 19                 | Live in San Francisco                          | Joe Satriani                         | Live             |
| 19                 | Shangri-La Dee Da                              | Stone Temple Pilots                  | -                |
| 19                 | Alive in an Ultra World                        | Steve Vai                            | Ao Vivo          |
| 19                 | Don't Tell the Band                            | Widespread Panic                     | -                |
| 19                 | 2001 Warped Tour Compilation                   | Vários Artistas                      | Compilação       |
| 20                 | Friends & Family, Vol. 2                       | Suicidal Tendencies, Vários Artistas | Compilação       |
| 26                 | Madhouse - The Very Best of Anthrax            | Anthrax                              | Maiores Sucessos |
| 26                 | Show-Biz Blues: Fleetwood Mac 1968-1970        | Fleetwood Mac                        | Compilação       |
| 26                 | Horror Show                                    | Iced Earth                           | -                |
| 26                 | Jagged Little Thrill                           | Jagged Edge                          | -                |
| 26                 | Episode II                                     | Safri Duo                            | -                |

### Julho
| Dia | Álbum                                                    | Artista                       | Tipo             |
| --- | -------------------------------------------------------- | ----------------------------- | ---------------- |
| 1   | Nearly Lost You                                          | Screaming Trees               | Maiores Sucessos |
| 1   | Tales of the Inexpressible                               | Shpongle                      | -                |
| 2   | Rock and Roll: an Introduction to The Velvet Underground | The Velvet Underground        | Compilação       |
| 2   | Blowback                                                 | Tricky                        | -                |
| 3   | Brothers and Sisters, Are You Ready?                     | Big Sugar                     | -                |
| 3   | Tales from the B-Side                                    | Biohazard                     | Compilação       |
| 3   | Live at L'Olympia                                        | Jeff Buckley                  | Ao Vivo          |
| 3   | X.O. Experience                                          | Tha Liks                      | -                |
| 3   | Lil' Romeo                                               | Lil' Romeo                    | -                |
| 3   | White Blood Cells                                        | The White Stripes             | -                |
| 9   | The Director's Cut                                       | Fantômas                      | Covers álbum     |
| 9   | 4.35am                                                   | Gemma Hayes                   | EP               |
| 9   | 11:11                                                    | Regina Spektor                | -                |
| 9   | Yeah Yeah Yeahs                                          | Yeah Yeah Yeahs               | EP               |
| 10  | Blood Red Cherry                                         | Jann Arden                    | -                |
| 10  | The Metal Opera                                          | Avantasia                     | -                |
| 10  | Fires at Midnight                                        | Blackmore's Night             | -                |
| 10  | Ancient Melodies of the Future                           | Built to Spill                | -                |
| 10  | Camino Palmero                                           | The Calling                   | -                |
| 10  | Dream Street                                             | Dream Street                  | -                |
| 10  | Skin                                                     | Melissa Etheridge             | -                |
| 10  | Priesthood                                               | Killah Priest                 | -                |
| 10  | Space Boogie: Smoke Oddessey                             | Kurupt                        | -                |
| 10  | Stay What You Are                                        | Saves The Day                 | -                |
| 10  | King of da Ghetto                                        | Z-Ro                          | -                |
| 17  | Aaliyah                                                  | Aaliyah                       | -                |
| 17  | 1st Born Second                                          | Bilal                         | -                |
| 17  | Buffalo Springfield                                      | Buffalo Springfield           | Box Set          |
| 17  | Born to Do It                                            | Craig David                   | US               |
| 17  | Tales from the Lotus Pod                                 | Dark Lotus                    | LP               |
| 17  | What I Learned About Ego, Opinion, Art & Commerce        | Goo Goo Dolls                 | -                |
| 17  | Pleased to Meet You                                      | James                         | -                |
| 21  | Ryden Dirtay                                             | Psychopathic Rydas            | LP               |
| 24  | Greatest Hits                                            | Alice in Chains               | Greatest Hits    |
| 24  | Sounding the Seventh Trumpet                             | Avenged Sevenfold             | -                |
| 24  | Comfort Eagle                                            | Cake                          | -                |
| 24  | Contact!                                                 | Eiffel 65                     | -                |
| 24  | Live Frogs Set 2                                         | Les Claypool's Frog Brigade   | Ao Vivo          |
| 24  | Love Is a Battlefield                                    | Hi-Standard                   | EP               |
| 24  | Bleed American (later retitled Jimmy Eat World)          | Jimmy Eat World               | -                |
| 24  | Celebrity                                                | 'N Sync                       | -                |
| 24  | The Butterfly Collection                                 | The Nerve Agents              | -                |
| 24  | Global a Go-Go                                           | Joe Strummer & The Mescaleros | -                |
| 24  | Tiger Army II: Power of Moonlite                         | Tiger Army                    | -                |
| 30  | Beetroot                                                 | Cast                          | -                |
| 30  | Captain Easychord                                        | Stereolab                     | EP               |
| 30  | Now That's What I Call Music! 49 (UK séries)             | Various Artists               | Compilação       |
| 31  | Tweekend                                                 | The Crystal Method            | -                |
| 31  | Megaton Shotblast                                        | De Facto                      | EP               |
| 31  | 2002                                                     | Tha Dogg Pound                | Compilação       |
| 31  | Duces 'n Trayz: The Old Fashioned Way                    | Tha Eastsidaz                 | -                |
| 31  | Girl                                                     | Eskimo Joe                    | -                |
| 31  | Losing All Hope Is Freedom                               | Evergreen Terrace             | -                |
| 31  | Demolition                                               | Judas Priest                  | -                |
| 31  | The Very Best of Prince                                  | Prince                        | Maiores Sucessos |
| 31  | Blake Shelton                                            | Blake Shelton                 | -                |
| 31  | Take-Offs and Landings                                   | Rilo Kiley                    | -                |
| 31  | Now That's What I Call Music! 7 (U.S. séries)            | Various Artists               | Compilação       |

### Agosto
| Dia | Álbum                                                                           | Artista                                              | Tipo       |
| --- | ------------------------------------------------------------------------------- | ---------------------------------------------------- | ---------- |
| 6   | The Tokyo Showdown Live In Japan 2000                                           | In Flames                                            | Ao Vivo    |
| 6   | Crow Sit on Blood Tree                                                          | Graham Coxon                                         | -          |
| 6   | Secrets                                                                         | The Human League                                     | -          |
| 7   | Oh Aaron                                                                        | Aaron Carter                                         | -          |
| 7   | Eternal                                                                         | The Isley Brothers feat. Ronald Isley, aka Mr. Biggs | -          |
| 7   | Mechanized Warfare                                                              | Jag Panzer                                           | -          |
| 7   | Gravitational Forces                                                            | Robert Earl Keen                                     | -          |
| 7   | True Carnage                                                                    | Six Feet Under                                       | -          |
| 7   | 8701                                                                            | Usher                                                | -          |
| 8   | Warmness on the Soul                                                            | Avenged Sevenfold                                    | EP         |
| 10  | Pull My Chain                                                                   | Toby Keith                                           | -          |
| 13  | How It Works                                                                    | Bodyjar                                              | -          |
| 14  | The Spirit Room                                                                 | Michelle Branch                                      | -          |
| 14  | New Favorite                                                                    | Alison Krauss & Union Station                        | -          |
| 14  | Live by Request                                                                 | k.d. lang                                            | Ao Vivo    |
| 14  | No Self Control                                                                 | The Planet Smashers                                  | -          |
| 21  | Adema                                                                           | Adema                                                | -          |
| 21  | Live Plus One                                                                   | ALL/Descendents                                      | Ao Vivo    |
| 21  | The War of Art                                                                  | American Head Charge                                 | -          |
| 21  | The Best of the Early Years: 1990-1995                                          | Buju Banton                                          | Compilação |
| 21  | Closer                                                                          | Better Than Ezra                                     | -          |
| 21  | Just Be Free                                                                    | Christina Aguilera                                   | -          |
| 21  | Die Hards                                                                       | The Casualties                                       | -          |
| 21  | Danse Macabre                                                                   | The Faint                                            | -          |
| 21  | Too Bad You're Beautiful                                                        | From Autumn To Ashes                                 | -          |
| 21  | 10 Years of Chaos and Confusion                                                 | Hypocrisy                                            | -          |
| 21  | Project English                                                                 | Juvenile                                             | -          |
| 21  | Nice                                                                            | Rollins Band                                         | -          |
| 21  | Start Static                                                                    | Sugarcult                                            | -          |
| 21  | Choices: The álbum                                                              | Three 6 Mafia                                        | -          |
| 21  | Mother Earth                                                                    | Within Temptation                                    | -          |
| 27  | Vespertine                                                                      | Björk                                                | -          |
| 27  | Trouble - Norwegian Live EP                                                     | Coldplay                                             | Live EP    |
| 27  | Grave Disorder                                                                  | The Damned                                           | -          |
| 27  | Those Who Tell the Truth Shall Die, Those Who Tell the Truth Shall Live Forever | Explosions in the Sky                                | -          |
| 27  | Deep Shadows and Brilliant Highlights                                           | HIM                                                  | -          |
| 27  | Get Ready                                                                       | New Order                                            | -          |
| 27  | Is This It                                                                      | The Strokes                                          | -          |
| 28  | No More Drama                                                                   | Mary J. Blige                                        | -          |
| 28  | Gangland                                                                        | Kool & the Gang                                      | -          |
| 28  | Thug On Da Line                                                                 | Krayzie Bone                                         | -          |
| 28  | Anyone for Doomsday?                                                            | Powerman 5000                                        | -          |
| 28  | Come Clean                                                                      | Puddle of Mudd                                       | -          |
| 28  | The Creepy EP                                                                   | Relient K                                            | EP         |
| 28  | The Anatomy of the Tongue in Cheek                                              | Relient K                                            | -          |
| 28  | Digital Bullet                                                                  | RZA                                                  | -          |
| 28  | Alien Youth                                                                     | Skillet                                              | -          |
| 28  | Iowa                                                                            | Slipknot                                             | -          |
| 28  | It's a Wonderful Life                                                           | Sparklehorse                                         | -          |
| 30  | Live at Java Joe's                                                              | Jason Mraz                                           | -          |

### Setembro
| Dia            | Álbum                                              | Artista                 | Tipo               |   |
| -------------- | -------------------------------------------------- | ----------------------- | ------------------ | - |
| 3              | If You've Never Been                               | Embrace                 | -                  |   |
| 3              | Mutilated Genitals                                 | Dog Fashion Disco       | EP                 |   |
| 3              | A Funk Odyssey                                     | Jamiroquai              | -                  |   |
| 3              | Sound-Dust                                         | Stereolab               | -                  |   |
| 4              | Back to the Mansion                                | April Wine              | -                  |   |
| 4              | Jane Doe                                           | Converge                | -                  |   |
| 4              | The Tokyo Showdown                                 | In Flames               | Live               |   |
| 4              | Silence                                            | Sonata Arctica          | -                  |   |
| 4              | Toxicity                                           | System of a Down        | -                  |   |
| 11             | The Goat of Mendes                                 | Akercocke               | -                  |   |
| 11             | Uncivilization                                     | Biohazard               | -                  |   |
| 11             | Glitter                                            | Mariah Carey            | Trilha Sonora      |   |
| 11             | "Love and Theft"                                   | Bob Dylan               | -                  |   |
| 11             | Ghetto Fabolous                                    | Fabolous                | -                  |   |
| 11             | Rockin' The Suburbs                                | Ben Folds               | -                  |   |
| 11             | The Blueprint                                      | Jay-Z                   | -                  |   |
| 11             | Wonders of the World                               | Long Beach Dub Allstars | -                  |   |
| 11             | Halfway Tree                                       | Damian Marley           | -                  |   |
| 11             | All Is Dream                                       | Mercury Rev             | -                  |   |
| 11             | The Moldy Peaches                                  | The Moldy Peaches       | -                  |   |
| 11             | Silver Side Up                                     | Nickelback              | -                  |   |
| 11             | Live in a Dive: No Use for a Name                  | No Use for a Name       | Ao Vivo            |   |
| 11             | Satellite                                          | P.O.D.                  | -                  |   |
| 11             | God Hates Us All                                   | Slayer                  | -                  |   |
| 11             | Mink Car                                           | They Might Be Giants    | -                  |   |
| 11             | Magnification                                      | Yes                     | UK                 |   |
| 11             | 14                                                 | Revolutionary Vol. 1    | Immortal Technique | - |
| 17             | Strange Little Girls                               | Tori Amos               | -                  |   |
| 17             | EP+6                                               | Mogwai                  | UK; Compilação     |   |
| 18             | The Power Station Years: The Unreleased Recordings | Jon Bon Jovi            | Compilação         |   |
| 18             | 7even Year Itch                                    | Collective Soul         | Compilação         |   |
| 18             | Dragontown                                         | Alice Cooper            | -                  |   |
| 18             | Live Scenes from New York                          | Dream Theater           | Ao Vivo            |   |
| 18             | In Search of Truth                                 | Evergrey                | -                  |   |
| 18             | Greatest Hits                                      | Martina McBride         | Maiores Sucessos   |   |
| 18             | The Id                                             | Macy Gray               | -                  |   |
| 18             | Revolution Revolución                              | Ill Niño                | -                  |   |
| 18             | The Look of Love                                   | Diana Krall             | -                  |   |
| 18             | V                                                  | Live                    | -                  |   |
| 18             | Room for Squares                                   | John Mayer              | -                  |   |
| 18             | The Dirty Story: The Best of Ol' Dirty Bastard     | Ol' Dirty Bastard       | -                  |   |
| 18             | Positively Somewhere                               | Jennifer Paige          | -                  |   |
| 18             | The Golden Hum                                     | Remy Zero               | -                  |   |
| 18             | Rain on Lens                                       | Smog                    | -                  |   |
| 18             | Shameless                                          | Therapy?                | -                  |   |
| 18             | The Attraction to All Things Uncertain             | Tweaker                 | -                  |   |
| 22             | Kristnihald undir Jökli                            | Quarashi                | -                  |   |
| 23             | Living Proof                                       | Cher                    | -                  |   |
| 23             | Toxicity                                           | System of a Down        | -                  |   |
| 24             | Resonance                                          | Anathema                | Compilação         |   |
| 24             | Souljacker                                         | Eels                    | UK                 |   |
| 25             | A Wild-Eyed Christmas Night                        | .38 Special             | Christmas          |   |
| 25             | Humanistic                                         | Abandoned Pools         | -                  |   |
| 25             | AArt                                               | Acoustic Alchemy        | -                  |   |
| 25             | Gold                                               | Ryan Adams              | -                  |   |
| 25             | Dead Yuppies                                       | Agnostic Front          | -                  |   |
| 25             | Songs from Call Me Claus                           | Garth Brooks            | Christmas          |   |
| 25             | The Best of Bruce Dickinson                        | Bruce Dickinson         | Maiores Sucessos   |   |
| 25             | Baldhead Slick & Da Click                          | Guru                    | -                  |   |
| 25             | Manic Moonlight                                    | King's X                | -                  |   |
| 25             | Violent Revolution                                 | Kreator                 | -                  |   |
| 25             | Everywhere and His Nasty Parlour Tricks            | Modest Mouse            | EP                 |   |
| 25             | Nivea                                              | Nivea                   | -                  |   |
| 25             | Live Evolution                                     | Queensrÿche             | Ao Vivo            |   |
| 25             | Killing Ground                                     | Saxon                   | -                  |   |
| 25             | Steal This Record                                  | The Suicide Machines    | -                  |   |
| 25             | Songs in Red and Gray                              | Suzanne Vega            | -                  |   |
| 25             | Tenacious D                                        | Tenacious D             | -                  |   |
| World of Glass | Tristania                                          | -                       |                    |   |
| 28             | Fantasies & Delusions                              | Billy Joel              | -                  |   |
| 28             | In Search Of...                                    | N*E*R*D                 | -                  |   |

### Outubro
| Dia                   | Álbum                                           | Artista                              | Tipo             |
| --------------------- | ----------------------------------------------- | ------------------------------------ | ---------------- |
| 1                     | Victoria Beckham                                | Victoria Beckham                     | -                |
| 1                     | Beautifulgarbage                                | Garbage                              | -                |
| 1                     | Songs from the West Coast                       | Elton John                           | UK               |
| 1                     | Fever                                           | Kylie Minogue                        | -                |
| 1                     | Amélie                                          | Yann Tiersen                         | Trilha Sonora    |
| 1                     | Trouble Every Day                               | Tindersticks                         | Trilha Sonora    |
| 2                     | Total Devastation: The Best of                  | Busta Rhymes                         | Maiores Sucessos |
| 2                     | Pass Out of Existence                           | Chimaira                             | -                |
| 2                     | Creedence Clearwater Revival: Box Set           | Creedence Clearwater Revival         | Box Set          |
| 2                     | Greatest Hits Live: Vancouver 1986              | Donovan                              | Ao Vivo          |
| 2                     | Alright Guy                                     | Gary Allan                           | -                |
| 2                     | Instructions                                    | Jermaine Dupri                       | -                |
| 2                     | Pain Is Love                                    | Ja Rule                              | -                |
| 2                     | Supercharger                                    | Machine Head                         | -                |
| 2                     | All Back to the Mine                            | Moloko                               | Compilation      |
| 2                     | The Very Best of Winger                         | Winger                               | Compilation      |
| 6                     | Nothing New for Trash Like You                  | Against All Authority                | -                |
| 8                     | thefakesoundofprogress                          | Lostprophets                         | Re-release       |
| 8                     | Secret of the Runes                             | Therion                              | -                |
| 9                     | Chrome                                          | Trace Adkins                         | -                |
| 9                     | A Fine Day to Exit                              | Anathema                             | -                |
| 9                     | Field Commander Cohen: Tour of 1979             | Leonard Cohen                        | Live             |
| 9                     | Ten New Songs                                   | Leonard Cohen                        | -                |
| 9                     | The Photo álbum                                 | Death Cab for Cutie                  | -                |
| 9                     | Your Favorite Weapon                            | Brand New                            | -                |
| 9                     | Falling into Place                              | Finch                                | EP               |
| 9                     | Pause                                           | Four Tet                             | US               |
| 9                     | Epitaph                                         | Front Line Assembly                  | -                |
| 9                     | No World Order                                  | Gamma Ray                            | -                |
| 9                     | Gerardo: Fame, Sex y Dinero                     | Gerardo                              | -                |
| 9                     | Hidden Stash II: The Kream of the Krop          | Kottonmouth Kings                    | -                |
| 9                     | Christina Milian                                | Christina Milian                     | -                |
| 9                     | Together Again For The First Time               | Pulley                               | -                |
| 9                     | Direct Action: Day 21                           | Sham 69                              | -                |
| 9                     | 1942                                            | Soul-Junk                            | EP               |
| 9                     | Not All Who Wander Are Lost                     | Chris Thile                          | -                |
| 9                     | I'm Serious                                     | T.I.                                 | -                |
| 9                     | Stupid Fat Americans                            | Zebrahead                            | -                |
| 15                    | The Very Best of Bananarama                     | Bananarama                           | Maiores Sucessos |
| 15                    | The DVD                                         | Napalm Death                         | DVD Ao Vivo      |
| 15                    | Gold - The Greatest Hits                        | Steps                                | Maiores Sucessos |
| 16                    | 1 Less G N Da Hood                              | Blaze Ya Dead Homie                  | LP               |
| 16                    | Live in L.A. (Death & Raw)                      | Death                                | Live             |
| 16                    | The Argument                                    | Fugazi                               | -                |
| 16                    | The Essential Journey                           | Journey                              | Compilação       |
| 16                    | Atomic                                          | Lit                                  | -                |
| 16                    | Cuttin' Heads                                   | John Mellencamp                      | -                |
| 16                    | Down to Earth                                   | Ozzy Osbourne                        | -                |
| 16                    | God Bless America                               | LeAnn Rimes                          | -                |
| 16                    | Here to Heaven                                  | Jamie-Lynn Sigler                    | -                |
| 16                    | John P. Kelly                                   | Mr. Cheeks                           | -                |
| 16                    | Pretty Together                                 | Sloan                                | -                |
| 16                    | Mahogany Soul                                   | Angie Stone                          | US               |
| 16                    | The Interzone Mantras                           | The Tea Party                        | -                |
| 16                    | Bootleg Series Volume 1: The Quine Tapes        | The Velvet Underground               | Ao Vivo          |
| 18                    | Disposable Arts                                 | Masta Ace                            | -                |
| 21                    | A Bad Brains Reunion Live from Maritime Hall    | Bad Brains                           | Ao Vivo          |
| 21                    | Prometheus: The Discipline of Fire & Demise     | Emperor                              | -                |
| 22                    | drukqs                                          | Aphex Twin                           | -                |
| 22                    | The Grave Digger                                | Grave Digger                         | Alemanha         |
| 22                    | Your New Favourite Band                         | The Hives                            | Compilação       |
| 22                    | We Love Life                                    | Pulp                                 | -                |
| 22                    | Cryptic Collection Vol. 2                       | Twiztid                              | LP               |
| 23                    | The Hits: Chapter One                           | Backstreet Boys                      | Maiores Sucessos |
| 23                    | Snowflakes                                      | Toni Braxton                         | Natal            |
| 23                    | Golden State                                    | Bush                                 | -                |
| 23                    | Wake Up and Smell the Coffee                    | The Cranberries                      | -                |
| 23                    | 8 Days of Christmas                             | Destiny's Child                      | Christmas        |
| 23                    | Expansion Team                                  | Dilated Peoples                      | -                |
| 23                    | Change                                          | The Dismemberment Plan               | -                |
| 23                    | The Great Depression                            | DMX                                  | -                |
| 23                    | Kingsize                                        | Five                                 | -                |
| 23                    | Understand This                                 | Grand Puba                           | -                |
| 23                    | Greatest Fits                                   | The Headstones                       | Maiores Sucessos |
| 23                    | Morning View                                    | Incubus                              | -                |
| 23                    | A New Morning, Changing Weather                 | The (International) Noise Conspiracy | -                |
| 23                    | Live in Chicago 12.19.98                        | Dave Matthews Band                   | Ao Vivo          |
| 23                    | The Melancholy Collection                       | Millencolin                          | US; Compilação   |
| 23                    | Novakane                                        | Outlawz                              | -                |
| 23                    | Feeding the Wheel                               | Jordan Rudess                        | -                |
| 23                    | First Strike Still Deadly                       | Testament                            | -                |
| 23                    | The Complete Limelight Sessions                 | Shania Twain                         | Compilação       |
| 23                    | Bi-Polar                                        | Vanilla Ice                          | LP               |
| 23                    | Now That's What I Call Christmas! (U.S. séries) | Various Artists                      | Compilação       |
| 23                    | Greatest Hits Vol. 3: I'm a Survivor            | Reba McEntire                        | Maiores Sucessos |
| 29                    | Wanderland                                      | Kelis                                | -                |
| 29                    | Into                                            | The Rasmus                           | -                |
| 29                    | Turn to Me                                      | Vanessa Amorosi                      | -                |
| 30                    | Legacy: The Greatest Hits Collection            | Boyz II Men                          | Maiores Sucessos |
| 30                    | Everywhere                                      | Michelle Branch                      | -                |
| 30                    | Through the Eyes                                | Flaw                                 | -                |
| 30                    | Escape                                          | Enrique Iglesias                     | -                |
| 30                    | Invincible                                      | Michael Jackson                      | -                |
| 30                    | Versus                                          | Kings of Convenience                 | Remix            |
| 30                    | Lenny                                           | Lenny Kravitz                        | -                |
| 30                    | The Audio of Being                              | Matthew Good Band                    | -                |
| 30                    | Cuts from the Crypt                             | The Misfits                          | Compilação       |
| 30                    | Tomahawk                                        | Tomahawk                             | -                |
| 30                    | White Knuckled Substance                        | Vendetta Red                         | -                |
| Greatest Hits, Vol. 2 | Clint Black                                     | Maiores Sucessos                     |                  |
| 31                    | Give Blood                                      | Bane                                 | -                |

### Novembro
| Dia                            | Álbum                                            | Artista                                      | Tipo               |       |
| ------------------------------ | ------------------------------------------------ | -------------------------------------------- | ------------------ | ----- |
| 2                              | The Definitive Collection                        | ABBA                                         | Maiores Sucessos   |       |
| 5                              | All Hits                                         | All Saints                                   | Maiores Sucessos   |       |
| 5                              | Best of The Corrs                                | The Corrs                                    | Compilação         |       |
| 5                              | The Fallout                                      | Default                                      | -                  |       |
| 5                              | Britney                                          | Britney Spears                               | -                  |       |
| 5                              | Are You Are Missing Winner                       | The Fall                                     | -                  |       |
| 5                              | White Lilies Island                              | Natalie Imbruglia                            | -                  |       |
| 5                              | Premium Quality... Serve Loud!                   | Peter Pan Speedrock                          | -                  |       |
| Echoes: The Best of Pink Floyd | Pink Floyd                                       | Compilação                                   |                    |       |
| 6                              | Playing with my friends: Bennett Sings The Blues | Tony Bennett                                 | -                  |       |
| 6                              | Party Music                                      | The Coup                                     | -                  |       |
| 6                              | Alive 1997                                       | Daft Punk                                    | Ao Vivo            |       |
| 6                              | Life                                             | Dope                                         | -                  |       |
| 6                              | Seul... avec vous                                | Garou                                        | Ao Vivo            |       |
| 6                              | Word of Mouf                                     | Ludacris                                     | -                  |       |
| 6                              | Warts and All: Volume 1                          | moe.                                         | Live               |       |
| 6                              | Diary Of A Sinner: 1st Entry                     | Petey Pablo                                  | -                  |       |
| 6                              | Best of SWV                                      | SWV                                          | Maiores Sucessos   |       |
| 6                              | They Might Be Giants in Holidayland              | They Might Be Giants                         | EP de Natal        |       |
| 6                              | Momentum                                         | tobyMac                                      | -                  |       |
| 6                              | Relative Ways                                    | ...And You Will Know Us By The Trail Of Dead | Extended Play (EP) |       |
| 6                              | 11                                               | They Don't Know                              | So Solid Crew      | Debut |
| Swing When You're Winning      | 11                                               | Robbie Williams                              | -                  |       |
| 12                             | Play It Like That                                | Bardot                                       | -                  |       |
| 12                             | Work to a Calm                                   | Gemma Hayes                                  | EP                 |       |
| 12                             | I Might Be Wrong                                 | Radiohead                                    | Ao Vivo            |       |
| 12                             | World of Our Own                                 | Westlife                                     | -                  |       |
| 13                             | Disc One: All Their Greatest Hits                | Barenaked Ladies                             | Maiores Sucessos   |       |
| 13                             | Cunt                                             | Blood Duster                                 | -                  |       |
| 13                             | Scarecrow                                        | Garth Brooks                                 | -                  |       |
| 13                             | C True Hollywood Stories                         | Canibus                                      | -                  |       |
| 13                             | Bulletproof Wallets                              | Ghostface Killah                             | -                  |       |
| 13                             | International Superhits!                         | Green Day                                    | Maiores Sucessos   |       |
| 13                             | Greatest Hits - HIStory Volume I                 | Michael Jackson                              | Maiores Sucessos   |       |
| 13                             | This Way                                         | Jewel                                        | -                  |       |
| 13                             | GHV2                                             | Madonna                                      | Maiores Sucessos   |       |
| 13                             | Here at the Mayflower                            | Barry Manilow                                | -                  |       |
| 13                             | 25 & Alive Boneshaker                            | Motörhead                                    | DVD                |       |
| 13                             | Driving Rain                                     | Paul McCartney                               | -                  |       |
| 13                             | Motherland                                       | Natalie Merchant                             | -                  |       |
| 13                             | Destination Unknown                              | Mest                                         | -                  |       |
| 13                             | Rain of a Thousand Flames                        | Rhapsody                                     | EP                 |       |
| 13                             | The Sinister Urge                                | Rob Zombie                                   | -                  |       |
| 13                             | Animosity                                        | Sevendust                                    | -                  |       |
| 13                             | Laundry Service                                  | Shakira                                      | -                  |       |
| 13                             | Bad Dreams                                       | Swollen Members                              | -                  |       |
| 13                             | Live on the Edge of Forever                      | Symphony X                                   | -                  |       |
| 13                             | Dirty Money                                      | UGK                                          | -                  |       |
| 13                             | Simple Things                                    | Zero 7                                       | US                 |       |
| 14                             | Rusty Medals and Broken Badges                   | Over My Dead Body                            | -                  |       |
| 16                             | Violence Has Arrived                             | GWAR                                         | -                  |       |
| 16                             | Here & Now: The Best of Human Nature             | Human Nature                                 | Maiores Sucessos   |       |
| 19                             | Légende du Scorpion à Quatre Queues              | De Facto                                     | EP                 |       |
| 19                             | Whatever Gets You Through The Day                | Lighthouse Family                            | UK                 |       |
| 19                             | Now That's What I Call Music! 50 (UK séries)     | Various Artists                              | Compilação         |       |
| 19                             | Insignificance                                   | Jim O'Rourke                                 | -                  |       |
| 19                             | Not for Beginners                                | Ronnie Wood                                  | -                  |       |
| 20                             | Fractures in the Facade of Your Porcelain Beauty | Atreyu                                       | EP                 |       |
| 20                             | Young Lust: The Aerosmith Anthology              | Aerosmith                                    | Compilation        |       |
| 20                             | Cappadonna Hits                                  | Cappadonna                                   | Compilation        |       |
| 20                             | Washed Up and Through the Ringer                 | Catch 22                                     | -                  |       |
| 20                             | Weathered                                        | Creed                                        | -                  |       |
| 20                             | Hoobastank                                       | Hoobastank                                   | -                  |       |
| 20                             | Cocky                                            | Kid Rock                                     | -                  |       |
| 20                             | The Box Set                                      | Kiss                                         | Box Set            |       |
| 20                             | The Beginning of All Things to End               | Mudvayne                                     | -                  |       |
| 20                             | Songs for the Front Row                          | Ocean Colour Scene                           | Maiores Sucessos   |       |
| 20                             | Missundaztood                                    | P!nk                                         | -                  |       |
| 20                             | The Rainbow Children                             | Prince                                       | -                  |       |
| 20                             | Bright Flight                                    | Silver Jews                                  | -                  |       |
| 20                             | Rotten Apples                                    | The Smashing Pumpkins                        | Maiores Sucessos   |       |
| 20                             | ...All This Time                                 | Sting                                        | Ao Vivo            |       |
| 20                             | Indecent Proposal                                | Timbaland & Magoo                            | -                  |       |
| 20                             | Now That's What I Call Music! 8 (U.S. séries)    | Various Artists                              | Compilação         |       |
| 21                             | Greatest Hits                                    | The Cure                                     | Maiores Sucessos   |       |
| 22                             | Cover Up                                         | UB40                                         | -                  |       |
| 26                             | Even in Darkness                                 | Dungeon Family                               | -                  |       |
| 26                             | Arcana                                           | Edenbridge                                   | -                  |       |
| 26                             | 7 Worlds Collide                                 | Neil Finn                                    | Live               |       |
| 26                             | Sunshine                                         | S Club 7                                     | -                  |       |
| 27                             | Genesis                                          | Busta Rhymes                                 | -                  |       |
| 27                             | Mandrake                                         | Edguy                                        | -                  |       |
| 27                             | Marc Lavoine                                     | Marc Lavoine                                 | -                  |       |
| 27                             | Eudora                                           | The Get Up Kids                              | Compilação         |       |
| 27                             | Dark Genesis                                     | Iced Earth                                   | Box Set            |       |
| 27                             | Smash Mouth                                      | Smash Mouth                                  | -                  |       |

### Dezembro
| Dia | Álbum                                      | Artista                            | Tipo             |
| --- | ------------------------------------------ | ---------------------------------- | ---------------- |
| 4   | Stiff Upper Lip Live                       | AC/DC                              | VHS/DVD          |
| 4   | Tears                                      | The Crüxshadows                    | EP               |
| 4   | Stoned Raiders                             | Cypress Hill                       | -                |
| 4   | AOI: Bionix                                | De La Soul                         | -                |
| 4   | Jealous Ones Still Envy (J.O.S.E.)         | Fat Joe                            | -                |
| 4   | B-Sides Ultra                              | James                              | Compilação       |
| 4   | New Old Songs                              | Limp Bizkit                        | Remix            |
| 4   | Bang or Ball                               | Mack 10                            | -                |
| 4   | Music and Me                               | Nate Dogg                          | -                |
| 4   | Rock Steady                                | No Doubt                           | -                |
| 4   | Big Boi and Dre Present...OutKast          | OutKast                            | Maiores Sucessos |
| 7   | Paws                                       | Four Tet                           | EP               |
| 11  | Freak of Nature                            | Anastacia                          | -                |
| 11  | Les Indispensables                         | Celine Dion                        | Compilação       |
| 11  | Better Days                                | Joe                                | -                |
| 11  | The Return of the Regulator                | Warren G                           | -                |
| 14  | 2                                          | Florent Pagny                      | Cover álbum      |
| 18  | Idiot Road                                 | The Arrogant Worms                 | -                |
| 18  | Doggy Bag                                  | Bow Wow                            | -                |
| 18  | Dreams Can Come True, Greatest Hits Vol. 1 | Gabrielle                          | Maiores Sucessos |
| 18  | Forgotten Freshness Volume 3               | Insane Clown Posse                 | Compilação       |
| 18  | Jay-Z: Unplugged                           | Jay-Z                              | Ao Vivo          |
| 18  | Game Face                                  | Master P                           | -                |
| 18  | Stillmatic                                 | Nas                                | -                |
| 18  | Iron Flag                                  | Wu-Tang Clan                       | -                |
| 21  | A Call to Arms                             | Bandits of the Acoustic Revolution | EP               |
| 23  | For the Kids                               | Gym Class Heroes                   | -                |

### Data de Lançamento Desconhecida
- Yule Ritual - Hawkwind

## Álbuns mais vendidos
1. Hybrid Theory - Linkin Park
2. 1 - The Beatles
3. Britney - Britney Spears
4. J.Lo - Jennifer Lopez
5. All That You Can't Leave Behind - U2

## Músicas Populares
| Cantor(a) ou banda                       | Música                                 | Data de lançamento |
| Gorillaz                                 | 19/2000                                | Reino Unido - 25 de Junho Estados Unidos - 17 de Julho                                                                                 |
| Gorillaz                                 | Clint Eastwood                         | Reino Unido - 5 de Março |
| Wheatus                                  | A Little Respect                       | ??? |
| Wheatus                                  | Teenage Dirtbag                        | ??? |
| Janet Jackson                            | All for You                            | 27 de Março |
| Janet Jackson                            | Someone To Call My Lover               | ??? |
| O-Town                                   | All or Nothing                         | 23 de Janeiro |
| O-Town                                   | Liquid Dreams                          | ??? |
| Brandy e Ray J                           | Another Day In Paradise                | Março de 2001 |
| The Divine Comedy                        | Bad Ambassador                         | 17 de Abril |
| The Divine Comedy                        | Love What You Do                       | ??? |
| Destiny's Child                          | Bootylicious                           | Estados Unidos - 26 de Junho Mundo - 3 de Julho                                                                                        |
| Destiny's Child                          | Emotion                                | ??? |
| Destiny's Child                          | Independent Women Part I               | 11 semanas em primeiro lugar na Billboard Hot 100                                                                                      |
| Destiny's Child                          | Survivor                               | Austrália - 13 de Fevereiro de 2001 Alemanha - 24 de Abril de 2001 Estados Unidos - 8 de Maio de 2001 Reino Unido - 15 de Maio de 2001 |
| Treble Charger                           | Brand New Low                          | ??? |
| Titãs                                    | Epitáfio                               | ??? |
| Feeder                                   | Buck Rogers                            | 8 de Janeiro |
| Crazy Town                               | Butterfly                              | ??? |
| Kylie Minogue                            | Can't Get You Out Of My Head           | 17 de Setembro |
| System of a Down                         | Chop Suey!                             | Agosto de 2001 |
| Puddle of Mudd                           | Control                                | Julho de 2001 |
| Linkin Park                              | Crawling                               | 17 de Abril |
| Linkin Park                              | In the End                             | 20 de Novembro |
| Linkin Park                              | One Step Closer                        | ??? |
| Alcazar                                  | Crying at the Discoteque               | ??? |
| New Order                                | Crystal                                | 13 de Agosto |
| Madonna                                  | Don't Tell Me                          | fora dos EUA - 21 de Novembro de 2000 Estados Unidos - 16 de Janeiro                                                                   |
| Train                                    | Drops of Jupiter (Tell Me)             | 20 de Fevereiro |
| Eddy Grant                               | Electric Avenue (remix)                | ?? |
| U2                                       | Elevation                              | Austrália - 25 de Junho Europa - 2 de Julho Estados Unidos - 10 de Julho                                                               |
| U2                                       | Stuck in a Moment You Can't Get Out Of | Reino Unido - 29 de Janeiro Austrália - 12 de Fevereiro França - 27 de Março Canadá - 30 de Outubro                                    |
| U2                                       | Walk On                                | Europa - 19 de Novembro Austrália - 26 de Novembro                                                                                     |
| Robbie Williams                          | Eternity/The Road to Mandalay          | 9 de Julho |
| Alicia Keys                              | Fallin'                                | 10 de Julho |
| Sum 41                                   | Fat Lip                                | Estados Unidos - 28 de Agosto Reino Unido - 1 de Outubro                                                                               |
| Sum 41                                   | In Too Deep                            | Reino Unido - 3 de Dezembro |
| Blink-182                                | First Date                             | 24 de Setembro |
| Blink-182                                | The Rock Show                          | 1 de Julho |
| Missy Elliott                            | Get Ur Freak On                        | 20 de Fevereiro |
| 'N Sync                                  | Gone                                   | Outubro de 2001 |
| Stereophonics                            | Handbags and Gladrags                  | ??? |
| Stereophonics                            | Have a Nice Day                        | ??? |
| Stereophonics                            | Mr. Writer                             | ??? |
| Stereophonics                            | Step On My Old Size Nines              | ??? |
| Lifehouse                                | Hanging By A Moment                    | ??? |
| Lifehouse                                | Sick Cycle Carousel                    | ??? |
| The Strokes                              | Hard to Explain                        | Reino Unido - 25 de Junho Estados Unidos - 30 de Abril de 2002                                                                         |
| The Strokes                              | Last Nite                              | ??? |
| Kenna                                    | Hell Bent                              | ?? |
| Dido                                     | Here With Me                           | Estados Unidos - 29 de Janeiro Reino Unido - 5 de Fevereiro                                                                            |
| Dido                                     | Thank You                              | 21 de Maio |
| Enrique Iglesias                         | Hero                                   | Novembro de 2001 |
| Big Pun                                  | How We Roll                            | ??? |
| Nickelback                               | How You Remind Me                      | ??? |
| Texas                                    | I Don't Want a Lover                   | ??? |
| Texas                                    | Inner Smile                            | Reino Unido - 3 de Dezembro |
| Depeche Mode                             | I Feel Loved                           | Reino Unido - 30 de Julho Estados Unidos - 31 de Julho                                                                                 |
| Jessica Simpson                          | Irresistible                           | ??? |
| Elton John                               | I Want Love                            | ?? |
| Britney Spears                           | I'm a Slave 4 U                        | Estados Unidos - 23 de Outubro Reino Unido - 8 de Outubro                                                                              |
| Jennifer Lopez                           | I'm Real                               | 16 de Outubro |
| Jennifer Lopez                           | Love Don't Cost a Thing (canção)       | Reino Unido - 8 de Janeiro Estados Unidos - 27 de Janeiro                                                                              |
| R.E.M.                                   | Imitation of Life                      | Abril de 2001 |
| Weezer                                   | Island in the Sun                      | 28 de Agosto |
| Staind                                   | It's Been Awhile                       | 26 de Junho |
| Geri Halliwell                           | It's Raining Men                       | Reino Unido - 30 de Abril |
| Willa Ford                               | I Wanna Be Bad                         | 22 de Maio |
| Jay Z                                    | Izzo (H.O.V.A.)                        | 17 de Julho |
| Aerosmith                                | Jaded                                  | 13 de Março |
| Aerosmith                                | Just Push Play                         | ??? |
| Pink                                     | Just Like a Pill                       | Estados Unidos - 10 de Setembro |
| Super Furry Animals                      | Juxtapozed with U                      | ??? |
| Radiohead                                | Knives Out                             | 14 de Agosto (Partes 1 e 2) Estados Unidos e Canadá - 28 de Agosto 25 de Setembro (Parte 3)                                            |
| Radiohead                                | Pyramid Song                           | 29 de Maio (Parte 1) 19 de Junho 2001 (Parte 2) Japão - 11 de Dezembro                                                                 |
| Star Academy France                      | La Musique (Angelica)                  | Dezembro de 2001 |
| Christina Aguilera, Pink, Lil' Kim e Mýa | Lady Marmalade                         | 8 de Maio |
| Eve e Gwen Stefani                       | Let Me Blow Ya Mind                    | 15 de Maio |
| Mariah Carey                             | Loverboy                               | 16 de Julho |
| Alizée                                   | Moi... Lolita                          | 4 de Julho de 2000 |
| Aaliyah                                  | More Than a Woman                      | Estados Unidos - 13 de Novembro Reino Unido - 19 de Fevereiro de 2002 Austrália - 5 de Março de 2002                                   |
| Aaliyah                                  | Rock the Boat                          | América do Norte - Agosto de 2001 Austrália - 5 de Março de 2002 Reino Unido - 6 de Maio de 2002                                       |
| Aaliyah                                  | We Need a Resolution                   | 24 de Abril |
| Alien Ant Farm                           | Movies                                 | ??? |
| Alien Ant Farm                           | Smooth Criminal                        | ??? |
| Creed                                    | My Sacrifice                           | 11 de Dezembro |
| Creed                                    | One Last Breath                        | ??? |
| Creed                                    | With Arms Wide Open                    | ??? |
| Limp Bizkit                              | My Way                                 | Maio |
| Manic Street Preachers                   | Ocean Spray                            | 4 de Junho |
| Manic Street Preachers                   | So Why So Sad                          | 26 de Fevereiro |
| Missy Elliott, Ludacris e Trina          | One Minute Man                         | ?? |
| Gabrielle                                | Out of Reach                           | ??? |
| Staind                                   | Outside                                | Maio de 2001 |
| Los Embarasados                          | Pisa no freio                          | ??? |
| Badly Drawn Boy                          | Pissing in the Wind                    | ??? |
| 'N Sync                                  | Pop                                    | 17 de Julho |
| D12 e Eminem                             | Purple Hills                           | ??? |
| Scooter                                  | Ramp! (The Logical Song)               | ??? |
| Nelly                                    | Ride Wit Me                            | 24 de Julho |
| David Gray                               | Sail Away                              | ??? |
| David Gray                               | This Year's Love                       | ??? |
| Garou                                    | Seul                                   | ??? |
| Alcazar                                  | Sexual Guarantee                       | 26 de Novembro |
| Ash                                      | Shining Light                          | 29 de Janeiro |
| Cake                                     | Short Skirt/Long Jacket                | ??? |
| Travis                                   | Side                                   | 17 de Setembro |
| Travis                                   | Sing                                   | 28 de Maio |
| Jewel                                    | Standing Still                         | ??? |
| The Supermen Lovers                      | Starlight                              | ??? |
| Spiritualized                            | Stop Your Crying                       | ??? |
| L5                                       | Toutes les femmes de ta vie            | ??? |
| Nelly Furtado                            | Turn off the Light                     | 14 de Agosto |
| Ocean Colour Scene                       | Up On The Downside                     | ??? |
| Shakira                                  | Whenever, Wherever                     | ??? |
| The Calling                              | Wherever You Will Go                   | ??? |
| Incubus                                  | Wish You Were Here                     | ??? |
| Zezé di Camargo & Luciano                | Pra Sempre Em Mim (You Needed Me)      | ??? |
| Natalie Imbruglia                        | Wrong Impression                       | ??? |
| Coldplay                                 | Yellow                                 | ??? |
| Michael Jackson                          | You Rock My World                      | ??? |